# RSC Anderlecht in het seizoen 2015/16
Dit artikel beschrijft de prestaties van de Belgische voetbalclub RSC Anderlecht in het seizoen 2015–2016.

## Gebeurtenissen
Ondanks het teleurstellende einde van het seizoen 2014/15, waarin paars-wit in extremis het vicekampioenschap uit handen had gegeven, behield het bestuur het vertrouwen in hoofdcoach Besnik Hasi. De Albanese trainer nam in de zomer van 2015 afscheid van onder meer Aleksandar Mitrović, Chancel Mbemba en Gohi Bi Cyriac. Ook de huurlingen Marko Marin en Rolando verlieten de club opnieuw. Daartegenover stond de terugkeer van Guillaume Gillet en de transfers van Stefano Okaka, Imoh Ezekiel en Ivan Obradović.
Anderlecht begon met twee zeges op rij aan de competitie en belandde daardoor meteen op de eerste plaats. Die leiderspositie speelde het echter vrijwel meteen kwijt door gelijk te spelen tegen regerend kampioen AA Gent (1–1) en vervolgens met 3–1 te verliezen van KV Oostende, dat met vier ex-Anderlechtspelers aan het duel begon. Hoewel het elftal van Hasi vervolgens tien wedstrijden speelde zonder een keer te verliezen, slaagde het er niet in om te overtuigen en afstand te nemen van de concurrentie. Bovendien zag Anderlecht verdediger Obradović voor lange tijd uitvallen met een zware blessure. Na de reeks van tien duels zonder nederlaag verloor Anderlecht de topper tegen aartsrivaal Standard Luik (1–0). Het enige doelpunt in die wedstrijd werd gescoord door ex-Anderlechtspeler Jonathan Legear. Nadien zakte Anderlecht weg in het klassement en moest het zowel Club Brugge als AA Gent laten voorgaan. Anderlecht had zich in de winterstop nochtans versterkt met onder meer Filip Đuričić en Alexander Büttner. Wel zag Hasi met Gillet opnieuw een sterkhouder vertrekken. De middenvelder keerde in januari 2016 terug naar de Ligue 1. De Brusselaars verloren in de terugronde de topper tegen Gent (2–0) en gingen ook onderuit in de uitwedstrijden tegen degradatiekandidaten Waasland-Beveren (1–0) en Moeskroen-Péruwelz (2–1). Anderlecht sloot de reguliere competitie af op de derde plaats.
Ook in play-off I kon paars-wit niet overtuigen. Anderlecht begon nochtans met twee opeenvolgende zeges, waardoor het naar de tweede plaats sprong en de kloof met leider Club Brugge verkleinde tot vier punten. Nadien volgde de topper tegen blauw-zwart. Anderlecht, dat in de reguliere competitie twee keer van Club Brugge had gewonnen, trok ook nu aan het langste eind. Het won voor eigen volk met het kleinste verschil na een goal van Youri Tielemans. Door de zege kwam Anderlecht tot op een punt van Club Brugge. Enkele dagen later verloren de West-Vlamingen opnieuw, waardoor Anderlecht de kans kreeg om aan de leiding te komen. Paars-wit speelde echter 1–1 gelijk tegen Gent, waardoor het de voorlopige leidersplaats moest delen met Club (door de halvering van de punten had Club recht op een half punt meer, waardoor het in feite alleen leider was). Nadien deed paars-wit een slechte zaak door opnieuw te verliezen van Oostende. Het werd met 4–2 vernederd, wat leidde tot rellen in het supportersvak van Anderlecht. Club Brugge liep opnieuw uit en liet ook in de volgende wedstrijden geen punten meer liggen. Op twee speeldagen van het einde maakte Club Brugge de klus af door Anderlecht voor eigen volk met 4–0 in te blikken. Vier dagen na het verliezen van de titel verloren de Brusselaars ook met 5–2 van KRC Genk, waardoor er opnieuw enkele Anderlechtsupporters met elkaar op de vuist gingen. Op de slotspeeldag werd met 2–0 gewonnen van Zulte Waregem, waardoor Anderlecht vicekampioen werd en een ticket voor de voorrondes van de UEFA Champions League veroverde.
In de UEFA Europa League presteerde Anderlecht wel goed. In de groepsfase moesten de Brusselaars het nochtans opnemen tegen AS Monaco, Tottenham Hotspur en FK Qarabağ. Anderlecht speelde thuis gelijk tegen Monaco en ging in het vorstendom zelf met 0–2 winnen. Het uitduel tegen de Monegasken mocht omwille van de aanslagen in Parijs niet bijgewoond worden door supporters van Anderlecht. Thuis won paars-wit ook van Tottenham. Het werd 2–1 na goals van Gillet en Okaka. Omdat Anderlecht tussendoor belangrijke punten verloor tegen het bescheiden Qarabag verzekerde het zich pas op de slotspeeldag van een plaats in de volgende ronde.
Na de winterstop trof Anderlecht de Griekse topclub Olympiakos Piraeus. De Brusselaars wonnen thuis met het kleinste verschil na een goal van Kara Mbodji. Die kleine voorsprong werd in de terugwedstrijd meteen uitgewist door Olympiakos, dat na een half uur zelf op voorsprong kwam via een onterechte strafschop van Kostas Fortounis. In de verlengingen trok Anderlecht alsnog aan het langste eind dankzij twee goals van Frank Acheampong. In de 1/8 finale werd Anderlecht zelf uitgeschakeld door Sjachtar Donetsk. Paars-wit verloor zowel de heen- als terugwedstrijd.
In de beker van België presteerde Anderlecht ondermaats. In de eerste ronde werd er nipt gewonnen van het bescheiden Spouwen-Mopertingen. Anderlecht kon pas in de slotminuten afstand nemen van de vierdeklasser. Een ronde later werden de Brusselaars uitgeschakeld door KV Kortrijk, dat overtuigend won met 4–2.

## Spelerskern
| Nr.           | Naam                | Nationaliteit  | Geboortedatum | Vorige club                     |
| ------------- | ------------------- | -------------- | ------------- | ------------------------------- |
| Keepers       |                     |                |               |                                 |
| 1             | Silvio Proto 1      | België         | 23-05-1983    | Germinal Beerschot (2008–2009)  |
| 23            | Frank Boeckx        | België         | 27-09-1986    | Antwerp FC (2014–2015)          |
| 33            | Davy Roef           | België         | 06-02-1994    | /                               |
| 50            | Liam Bossin         | België         | 15-07-1996    | White Star Woluwe (2012–2013)   |
| Verdedigers   |                     |                |               |                                 |
| 2             | Rafael Galhardo     | Brazilië       | 30-10-1991    | Grêmio (2015)                   |
| 3             | Olivier Deschacht 2 | België         | 16-02-1981    | /                               |
| 4             | Kara Mbodj          | Senegal        | 11-11-1989    | KRC Genk (2013–2015)            |
| 14            | Bram Nuytinck       | Nederland      | 04-05-1990    | N.E.C. (2009–2012)              |
| 21            | Fabrice N'Sakala    | Congo-Kinshasa | 21-07-1990    | Troyes AC (2008–2013)           |
| 24            | Michaël Heylen      | België         | 03-01-1994    | KV Kortrijk (2013–2014)         |
| 28            | Alexander Büttner   | Nederland      | 11-02-1989    | Dinamo Moskou (2014–2016)       |
| 36            | Nathan de Medina    | België         | 08-10-1997    | /                               |
| 37            | Ivan Obradović      | Servië         | 25-07-1988    | KV Mechelen (2013–2015)         |
| 44            | Hervé Matthys       | België         | 19-01-1996    | /                               |
| Middenvelders |                     |                |               |                                 |
| 7             | Andy Najar          | Honduras       | 16-03-1993    | D.C. United (2010–2013)         |
| 8             | Stéphane Badji      | Senegal        | 29-05-1990    | Istanbul Başakşehir (2015–2016) |
| 10            | Dennis Praet        | België         | 14-05-1994    | /                               |
| 11            | Filip Đuričić       | Servië         | 30-01-1992    | Benfica (2015–2016)             |
| 16            | Steven Defour       | België         | 15-04-1988    | FC Porto (2011–2014)            |
| 17            | Ibrahima Conté      | Guinee         | 03-04-1991    | Zulte Waregem (2013–2014)       |
| 27            | Mahmoud Hassan      | Egypte         | 01-10-1994    | Al-Ahly (2012–2015)             |
| 30            | Guillaume Gillet    | België         | 09-03-1984    | Bastia (2014–2015)              |
| 31            | Youri Tielemans     | België         | 07-05-1997    | /                               |
| 32            | Leander Dendoncker  | België         | 25-04-1995    | /                               |
| 46            | Dodi Lukebakio      | Congo-Kinshasa | 24-09-1997    | /                               |
| Aanvallers    |                     |                |               |                                 |
| 9             | Matías Suárez       | Argentinië     | 09-05-1988    | CA Belgrano (2005–2008)         |
| 18            | Frank Acheampong    | Ghana          | 16-10-1993    | Buriram United (2011–2012)      |
| 19            | Oswal Álvarez       | Colombia       | 11-06-1995    | Academia FC (2011–2012)         |
| 26            | Idrissa Sylla       | Guinee         | 03-12-1990    | Zulte Waregem (2013–2015)       |
| 35            | Aaron Leya Iseka    | België         | 15-11-1996    | /                               |
| 38            | Andy Kawaya         | België         | 23-08-1996    | /                               |
| 93            | Imoh Ezekiel        | Nigeria        | 24-10-1993    | Standard Luik (2015)            |
| 99            | Stefano Okaka       | Italië         | 09-08-1989    | Sampdoria (2014–2015)           |

- = aanvoerder
- Anthony Vanden Borre werd op 19 augustus 2015 naar de B-kern verwezen.[3]

### Technische staf
|                 |                         |               |
| Functie         | Naam                    | Nationaliteit |
| Coach           | Besnik Hasi (foto)      | Albanië       |
| Assistent-coach | Geert Emmerechts        | België        |
| Assistent-coach | Mohamed Ouahbi          | België        |
| Videoanalist    | Bart Meert              | België        |
| Keeperstrainer  | Max de Jong             | Nederland     |
| Team manager    | Gunther Van Handenhoven | België        |
| Teamarts        | Marc Van Grinsven       | België        |

## Bestuur
| Functie                            | Naam                 | Nationaliteit |
| ---------------------------------- | -------------------- | ------------- |
| Voorzitter                         | Roger Vanden Stock   | België        |
| Secretaris-generaal                | Philippe Collin      | België        |
| Sportief manager                   | Herman Van Holsbeeck | België        |
| Operationeel manager               | Jo Van Biesbroeck    | België        |
| Technisch directeur jeugdopleiding | Jean Kindermans      | België        |
| Hoofd scouting                     | Dimitri M'Buyu       | België        |
| Hoofd jeugdscouting                | Urbain Haesaert      | België        |

## Uitrustingen
Shirtsponsor(s): BNP Paribas Fortis / Proximus

Sportmerk: adidas
| Thuis | Uit | Doelman | Doelman | Doelman | Training |

## Transfers
| Naam                | Nationaliteit     | Van / Naar          | Datum             | Bedrag / Type    |
| ------------------- | ----------------- | ------------------- | ----------------- | ---------------- |
| Inkomend            |                   |                     |                   |                  |
| Ivan Obradović      | Servië            | KV Mechelen         | 23 juni 2015      | € 2.250.000      |
| Stefano Okaka       | Italië            | Sampdoria           | 28 juli 2015      | € 3.000.000      |
| Imoh Ezekiel        | Nigeria           | Al-Arabi            | 21 juli 2015      | Huur (€ 250.000) |
| Guillaume Gillet    | België            | Bastia              | 30 juni 2015      | Einde huur       |
| Mahmoud Hassan      | Egypte            | Al-Ahly             | 6 augustus 2015   | Huur (€ 850.000) |
| Kara Mbodj          | Senegal           | KRC Genk            | 7 augustus 2015   | € 4.500.000      |
| Frank Boeckx        | België            | Antwerp FC          | 31 augustus 2015  | Transfervrij     |
| Rafael Galhardo     | Brazilië          | Santos FC           | 8 januari 2016    | € 1.000.000      |
| Filip Đuričić       | Servië            | Benfica             | 22 januari 2016   | Huur             |
| Alexander Büttner   | Nederland         | Dinamo Moskou       | 31 januari 2016   | Huur             |
| Stéphane Badji      | Senegal           | Istanbul Başakşehir | 1 februari 2016   | € 2.000.000      |
| Mahmoud Hassan      | Egypte            | Al-Ahly             | 11 mei 2016       | € 2.300.000      |
| TOTAAL UITGAVEN:    | TOTAAL UITGAVEN:  | TOTAAL UITGAVEN:    | TOTAAL UITGAVEN:  | € 18.350.000     |
| Uitgaand            |                   |                     |                   |                  |
| Rolando             | Portugal          | FC Porto            | 30 juni 2015      | Einde huur       |
| Marko Marin         | Duitsland         | Chelsea FC          | 30 juni 2015      | Einde huur       |
| Gohi Bi Cyriac      | Ivoorkust         | KV Oostende         | 28 mei 2015       | € 1.600.000      |
| Luka Milivojević    | Servië            | Olympiakos          | 4 juni 2015       | € 2.300.000      |
| Nicaise Kudimbana   | Congo-Kinshasa    | Antwerp FC          | 16 juni 2015      | Transfervrij     |
| Mehdi Tarfi         | België            | Antwerp FC          | 23 juni 2015      | Transfervrij     |
| Aleksandar Mitrović | Servië            | Newcastle United    | 18 juli 2015      | € 18.000.000     |
| Chancel Mbemba      | Congo-Kinshasa    | Newcastle United    | 20 juli 2015      | € 10.000.000     |
| Nathan Kabasele     | België            | De Graafschap       | 29 juli 2015      | Huur             |
| Thomas Kaminski     | België            | FC Kopenhagen       | 1 augustus 2015   | Huur             |
| Maxime Colin        | Frankrijk         | Brentford           | 14 augustus 2015  | € 1.300.000      |
| Samuel Bastien      | België            | Avellino            | 31 augustus 2015  | Huur             |
| Samuel Armenteros   | Zweden            | FK Qarabağ          | 31 augustus 2015  | niet bekend      |
| Guillaume Gillet    | België            | FC Nantes           | 1 januari 2016    | € 1.500.000      |
| Andy Kawaya         | België            | Willem II           | 7 januari 2016    | Huur             |
| Hervé Matthys       | België            | KVC Westerlo        | 25 januari 2016   | Huur             |
| Fede Vico           | Spanje            | Albacete Balompié   | 1 februari 2016   | Huur             |
| TOTAAL INKOMSTEN:   | TOTAAL INKOMSTEN: | TOTAAL INKOMSTEN:   | TOTAAL INKOMSTEN: | € 34.700.000     |

### Jeugdspelers
Een overzicht van jeugdspelers die de club verlieten.
| Naam                 | Nationaliteit | Naar             | Datum            | Type           |
| -------------------- | ------------- | ---------------- | ---------------- | -------------- |
| Uitgaand             |               |                  |                  |                |
| Glenn Leemans        | België        | Waasland-Beveren | 21 april 2015    | Transfer       |
| Jonathan Kindermans  | België        | RKC Waalwijk     | 8 juni 2015      | Transfer       |
| Kristiaan Haagen     | België        | FC Dordrecht     | 18 juni 2015     | Transfer       |
| Joher Khadim Rassoul | Senegal       | KSC Lokeren      | 18 juni 2015     | Transfer       |
| Franco Antonucci     | België        | Ajax             | 20 juni 2015     | Transfer       |
| Jason Eyenga-Lokilo  | België        | Crystal Palace   | 29 juli 2015     | Transfer       |
| Alexis Scholl        | België        | Benfica          | 7 augustus 2015  | Transfer       |
| Anthony D’Alberto    | België        | SC Braga         | 21 augustus 2015 | Einde contract |
| Elis Koulibaly       | Burkina Faso  | RWDM             | 31 augustus 2015 | Huur           |
| Francesco Antonucci  | België        | Ajax             | 8 september 2015 | Transfer       |
| Alper Ademoglu       | België        | Schalke 04       | 28 januari 2016  | Transfer       |

## Oefenwedstrijden
Hieronder een overzicht van de oefenwedstrijden die Anderlecht in de aanloop naar en tijdens het seizoen 2015/16 heeft gespeeld.
| Datum      | Thuis/Uit | Tegenstander         | Score | Doelpuntenmaker(s) Anderlecht     |
| ---------- | --------- | -------------------- | ----- | --------------------------------- |
| 27-06-2015 | Uit       | KFC Heist (P.II)     | 2-3   | Nuytinck, Leya, Bourard           |
| 01-07-2015 | Uit       | KSV Oudenaarde (III) | 0-3   | Obradović, Bourard, Tielemans     |
| 04-07-2015 | Uit       | Seraing United (II)  | 1-0   |                                   |
| 15-07-2015 | Uit       | KSK Heist (II)       | 1-4   | Kawaya, Obradović, Suárez, Defour |
| 19-07-2015 | Thuis     | Lazio                | 3-1   | Sylla, Gillet, Suárez             |
| 22-07-2015 | Uit       | FCV Dender (III)     | 1-3   | Najar, Leya (2x)                  |
| 28-07-2015 | Uit       | Lierse SK (II)       | 1-0   |                                   |
| 25-08-2015 | Thuis     | Dynamo Kiev          | 1-0   | Ezekiel                           |
| 08-01-2016 | Uit       | Vitesse              | 1-2   | Sylla                             |
| 24-03-2016 | Thuis     | N.E.C.               | 1-1   | Doumbia                           |

## Jupiler Pro League

### Wedstrijden
| Wedstrijddetails                                                 | Thuisploeg                                                     | Uitslag                     | Uitploeg                                               | Opstelling | Kaarten                                             |
| ---------------------------------------------------------------- | -------------------------------------------------------------- | --------------------------- | ------------------------------------------------------ | --- | --------------------------------------------------- |
| Heenronde                                                        |                                                                |                             |                                                        | |                                                     |
| 26 juli 2015 18:00 Constant Vanden Stockstadion Anderlecht       | RSC Anderlecht                                                 | 3-2                         | Waasland-Beveren                                       | Proto Vanden Borre (80' Leya), Dendoncker, Deschacht, Obradović Gillet, Defour, Tielemans, Praet (59' Najar) Sylla, Suárez                |                                                     |
| 26 juli 2015 18:00 Constant Vanden Stockstadion Anderlecht       | 3' Gillet 35' Sylla 90+2' Tielemans                            | 1-0 2-0 2-1 2-2 3-2         | 71' Langil 76' Vanzo                                   | Proto Vanden Borre (80' Leya), Dendoncker, Deschacht, Obradović Gillet, Defour, Tielemans, Praet (59' Najar) Sylla, Suárez                |                                                     |
| 2 augustus 2015 20:00 Den Dreef Leuven                           | Oud-Heverlee Leuven                                            | 0-2                         | RSC Anderlecht                                         | Proto Vanden Borre (63' Najar), Dendoncker, Deschacht, Obradović Gillet, Defour, Tielemans, Praet Sylla (80' Okaka), Suárez (63' Ezekiel) | 18' Gillet 20' Dendoncker                           |
| 2 augustus 2015 20:00 Den Dreef Leuven                           |                                                                | 0-1 0-2                     | 69' Sylla 75' Tielemans                                | Proto Vanden Borre (63' Najar), Dendoncker, Deschacht, Obradović Gillet, Defour, Tielemans, Praet Sylla (80' Okaka), Suárez (63' Ezekiel) | 18' Gillet 20' Dendoncker                           |
| 9 augustus 2015 14:30 Constant Vanden Stockstadion Anderlecht    | RSC Anderlecht                                                 | 1-1                         | AA Gent                                                | Proto Najar (38' Colin), Dendoncker, Deschacht, Obradović Gillet, Defour, Tielemans, Praet (72' Okaka) Sylla, Suárez (61' Ezekiel)        | 52' Suárez 80' Defour                               |
| 9 augustus 2015 14:30 Constant Vanden Stockstadion Anderlecht    | 12' Sylla                                                      | 1-0 1-1                     | 60' Depoitre                                           | Proto Najar (38' Colin), Dendoncker, Deschacht, Obradović Gillet, Defour, Tielemans, Praet (72' Okaka) Sylla, Suárez (61' Ezekiel)        | 52' Suárez 80' Defour                               |
| 16 augustus 2015 14:30 Albertparkstadion Oostende                | KV Oostende                                                    | 3-1                         | RSC Anderlecht                                         | Proto Najar, Kara, Deschacht, Acheampong Gillet, Defour, Tielemans (74' Dendoncker), Praet Sylla (67' Okaka), Ezekiel (79' Leya)          | 49' Praet 88' Kara                                  |
| 16 augustus 2015 14:30 Albertparkstadion Oostende                | 3' Musona 64' Cyriac 89' Musona (pen.)                         | 1-0 1-1 2-1 3-1             | 48' Milić (own)                                        | Proto Najar, Kara, Deschacht, Acheampong Gillet, Defour, Tielemans (74' Dendoncker), Praet Sylla (67' Okaka), Ezekiel (79' Leya)          | 49' Praet 88' Kara                                  |
| 23 augustus 2015 14:30 Constant Vanden Stockstadion Anderlecht   | RSC Anderlecht                                                 | 1-0                         | KSC Lokeren                                            | Proto Gillet, Kara, Deschacht, Obradović (90' Ezekiel) Najar (61' Acheampong), Defour, Tielemans, Praet Sylla (60' Okaka), Suárez         |                                                     |
| 23 augustus 2015 14:30 Constant Vanden Stockstadion Anderlecht   | 90+1' Praet                                                    | 1-0                         |                                                        | Proto Gillet, Kara, Deschacht, Obradović (90' Ezekiel) Najar (61' Acheampong), Defour, Tielemans, Praet Sylla (60' Okaka), Suárez         |                                                     |
| 30 augustus 2015 18:00 't Kuipje Westerlo                        | KVC Westerlo                                                   | 0-3                         | RSC Anderlecht                                         | Proto Najar, Kara, Deschacht, Obradović (81' Nuytinck) Dendoncker, Defour, Tielemans Praet, Okaka (73' Ezekiel), Suárez (72' Acheampong)  | 66' Najar                                           |
| 30 augustus 2015 18:00 't Kuipje Westerlo                        |                                                                | 0-1 0-2 0-3                 | 19' Okaka 53' Tielemans 70' Praet                      | Proto Najar, Kara, Deschacht, Obradović (81' Nuytinck) Dendoncker, Defour, Tielemans Praet, Okaka (73' Ezekiel), Suárez (72' Acheampong)  | 66' Najar                                           |
| 13 september 2015 18:00 Constant Vanden Stockstadion Anderlecht  | RSC Anderlecht                                                 | 0-0                         | KRC Genk                                               | Proto Najar, Kara, Deschacht, Obradović (70' Acheampong) Dendoncker, Defour, Tielemans Praet, Okaka, Suárez (78' Ezekiel)                 | 75' Deschacht                                       |
| 13 september 2015 18:00 Constant Vanden Stockstadion Anderlecht  |                                                                |                             |                                                        | Proto Najar, Kara, Deschacht, Obradović (70' Acheampong) Dendoncker, Defour, Tielemans Praet, Okaka, Suárez (78' Ezekiel)                 | 75' Deschacht                                       |
| 20 september 2015 18:00 Stade du Pays de Charleroi Charleroi     | Sporting Charleroi                                             | 1-1                         | RSC Anderlecht                                         | Proto Najar, Dendoncker, Deschacht, Obradović Gillet, Defour, Tielemans (78' Kawaya) Conte (46' Okaka), Suárez, Praet (90+1' Leya)        | 54' Najar 76' Defour                                |
| 20 september 2015 18:00 Stade du Pays de Charleroi Charleroi     | 77' Perbet                                                     | 0-1 1-1                     | 59' Okaka                                              | Proto Najar, Dendoncker, Deschacht, Obradović Gillet, Defour, Tielemans (78' Kawaya) Conte (46' Okaka), Suárez, Praet (90+1' Leya)        | 54' Najar 76' Defour                                |
| 27 september 2015 18:00 Constant Vanden Stockstadion Anderlecht  | RSC Anderlecht                                                 | 1-0                         | Sint-Truiden                                           | Proto Najar, Kara, Deschacht, Obradović Gillet, Dendoncker, Defour Suárez (74' Ezekiel), Okaka (90+3' Sylla), Praet                       | 58' Praet                                           |
| 27 september 2015 18:00 Constant Vanden Stockstadion Anderlecht  | 32' Okaka                                                      | 1-0                         |                                                        | Proto Najar, Kara, Deschacht, Obradović Gillet, Dendoncker, Defour Suárez (74' Ezekiel), Okaka (90+3' Sylla), Praet                       | 58' Praet                                           |
| 4 oktober 2015 20:00 Constant Vanden Stockstadion Anderlecht     | RSC Anderlecht                                                 | 1-1                         | KV Mechelen                                            | Proto Najar, Kara, Deschacht, Obradović Gillet (79' Tielemans), Dendoncker, Defour, Praet Ezekiel (65' Suárez), Okaka (79' Sylla)         | 3' Okaka                                            |
| 4 oktober 2015 20:00 Constant Vanden Stockstadion Anderlecht     | 55' Okaka                                                      | 1-0 1-1                     | 90+4' Kara (own)                                       | Proto Najar, Kara, Deschacht, Obradović Gillet (79' Tielemans), Dendoncker, Defour, Praet Ezekiel (65' Suárez), Okaka (79' Sylla)         | 3' Okaka                                            |
| 18 oktober 2015 18:00 Regenboogstadion Waregem                   | Zulte Waregem                                                  | 0-4                         | RSC Anderlecht                                         | Proto Najar, Kara, Deschacht, Obradović Gillet (85' Kawaya), Dendoncker, Defour, Praet (77' Acheampong) Ezekiel, Okaka (66' Tielemans)    | 13' Ezekiel 59' Defour 80' Najar                    |
| 18 oktober 2015 18:00 Regenboogstadion Waregem                   |                                                                | 0-1 0-2 0-3 0-4             | 14' Okaka 45+3' Defour (pen.) 52' Okaka 86' Dendoncker | Proto Najar, Kara, Deschacht, Obradović Gillet (85' Kawaya), Dendoncker, Defour, Praet (77' Acheampong) Ezekiel, Okaka (66' Tielemans)    | 13' Ezekiel 59' Defour 80' Najar                    |
| 25 oktober 2015 14:30 Constant Vanden Stockstadion Anderlecht    | RSC Anderlecht                                                 | 3-1                         | Club Brugge                                            | Proto Gillet, Kara, Deschacht, Obradović Tielemans (79' Lukebakio), Dendoncker, Defour, Praet Ezekiel (62' Acheampong), Okaka (89' Sylla) | 21' Deschacht 45+2' Dendoncker 53' Defour           |
| 25 oktober 2015 14:30 Constant Vanden Stockstadion Anderlecht    | 12' Okaka 47' De Bock (own) 57' Bruzzese (own)                 | 1-0 2-0 3-0 3-1             | 67' Proto (own)                                        | Proto Gillet, Kara, Deschacht, Obradović Tielemans (79' Lukebakio), Dendoncker, Defour, Praet Ezekiel (62' Acheampong), Okaka (89' Sylla) | 21' Deschacht 45+2' Dendoncker 53' Defour           |
| 29 oktober 2015 20:30 Guldensporenstadion Kortrijk               | KV Kortrijk                                                    | 1-1                         | RSC Anderlecht                                         | Proto Najar (65' Lukebakio), Kara, Deschacht, Obradović Gillet, Tielemans, Defour, Praet Ezekiel (80' Suárez), Okaka                      | 34' Defour 77' Okaka 86' Tielemans                  |
| 29 oktober 2015 20:30 Guldensporenstadion Kortrijk               | 9' Marušić                                                     | 1-0 1-1                     | 51' Ezekiel                                            | Proto Najar (65' Lukebakio), Kara, Deschacht, Obradović Gillet, Tielemans, Defour, Praet Ezekiel (80' Suárez), Okaka                      | 34' Defour 77' Okaka 86' Tielemans                  |
| 1 november 2015 18:00 Constant Vanden Stockstadion Anderlecht    | RSC Anderlecht                                                 | 2-0                         | Moeskroen-Péruwelz                                     | Proto Gillet, Kara, Deschacht, Obradović (69' Acheampong) Najar, Tielemans, Dendoncker, Conté Ezekiel (77' Suárez), Okaka (90' Sylla)     | 1' Gillet                                           |
| 1 november 2015 18:00 Constant Vanden Stockstadion Anderlecht    | 51' Najar 90+3' Najar                                          | 1-0 2-0                     |                                                        | Proto Gillet, Kara, Deschacht, Obradović (69' Acheampong) Najar, Tielemans, Dendoncker, Conté Ezekiel (77' Suárez), Okaka (90' Sylla)     | 1' Gillet                                           |
| 8 november 2015 14:30 Stade Maurice Dufrasne Luik                | Standard Luik                                                  | 1-0                         | RSC Anderlecht                                         | Proto Gillet (71' Acheampong), Kara, Deschacht, N'Sakala Tielemans, Dendoncker (46' Suárez), Defour Najar, Okaka (64' Sylla), Ezekiel     | 42' Gillet 83' Sylla                                |
| 8 november 2015 14:30 Stade Maurice Dufrasne Luik                | 4' Legear                                                      | 1-0                         |                                                        | Proto Gillet (71' Acheampong), Kara, Deschacht, N'Sakala Tielemans, Dendoncker (46' Suárez), Defour Najar, Okaka (64' Sylla), Ezekiel     | 42' Gillet 83' Sylla                                |
| Terugronde                                                       |                                                                |                             |                                                        | |                                                     |
| 29 november 2015 14:30 Constant Vanden Stockstadion Anderlecht   | RSC Anderlecht                                                 | 3-2                         | Oud-Heverlee Leuven                                    | Proto Gillet, Kara (52' Deschacht), Nuytinck, N'Sakala Dendoncker (63' Okaka), Defour, Praet Ezekiel (57' Najar), Sylla, Suárez           | 13' Dendoncker 41' Defour 71' Nuytinck 79' N'Sakala |
| 29 november 2015 14:30 Constant Vanden Stockstadion Anderlecht   | 31' Suárez 39' Sylla 68' Sylla                                 | 0-1 1-1 2-1 2-2 3-2         | 2' Croizet 49' Trossard                                | Proto Gillet, Kara (52' Deschacht), Nuytinck, N'Sakala Dendoncker (63' Okaka), Defour, Praet Ezekiel (57' Najar), Sylla, Suárez           | 13' Dendoncker 41' Defour 71' Nuytinck 79' N'Sakala |
| 6 december 2015 18:00 Cristal Arena Genk                         | KRC Genk                                                       | 0-0                         | RSC Anderlecht                                         | Proto Gillet, Kara, Deschacht, N'Sakala Defour, Tielemans, Praet Najar (82' Lukebakio), Okaka (76' Sylla), Suárez                         | 29' Suárez 61' Najar 63' Kara                       |
| 6 december 2015 18:00 Cristal Arena Genk                         |                                                                |                             |                                                        | Proto Gillet, Kara, Deschacht, N'Sakala Defour, Tielemans, Praet Najar (82' Lukebakio), Okaka (76' Sylla), Suárez                         | 29' Suárez 61' Najar 63' Kara                       |
| 13 december 2015 20:00 Constant Vanden Stockstadion Anderlecht   | RSC Anderlecht                                                 | 1-1                         | KV Oostende                                            | Proto Gillet, Kara, Deschacht, N'Sakala Defour, Tielemans, Praet (83' Lukebakio) Najar, Okaka (82' Sylla), Suárez (78' Nuytinck)          | 18' Najar 33' Kara 69' N'Sakala 75' Kara            |
| 13 december 2015 20:00 Constant Vanden Stockstadion Anderlecht   | 47' Suárez                                                     | 1-0 1-1                     | 76' Berrier                                            | Proto Gillet, Kara, Deschacht, N'Sakala Defour, Tielemans, Praet (83' Lukebakio) Najar, Okaka (82' Sylla), Suárez (78' Nuytinck)          | 18' Najar 33' Kara 69' N'Sakala 75' Kara            |
| 20 december 2015 14:30 Jan Breydelstadion Brugge                 | Club Brugge                                                    | 1-4                         | RSC Anderlecht                                         | Proto Gillet, Heylen, Deschacht, Acheampong (69' N'Sakala) Defour (76' Tielemans), Dendoncker, Praet Ezekiel, Okaka, Suárez (89' Sylla)   | 13' Praet 18' Deschacht 30' Acheampong 88' N'Sakala |
| 20 december 2015 14:30 Jan Breydelstadion Brugge                 | 58' Denswil                                                    | 0-1 0-2 1-2 1-3 1-4         | 6' Okaka 35' Praet 79' Suárez (pen.) 90+3' Praet       | Proto Gillet, Heylen, Deschacht, Acheampong (69' N'Sakala) Defour (76' Tielemans), Dendoncker, Praet Ezekiel, Okaka, Suárez (89' Sylla)   | 13' Praet 18' Deschacht 30' Acheampong 88' N'Sakala |
| 23 december 2015 20:30 Daknamstadion Lokeren                     | KSC Lokeren                                                    | 1-1                         | RSC Anderlecht                                         | Proto Gillet, Kara (81' Sylla), Deschacht, Acheampong Defour, Dendoncker, Praet Ezekiel (69' Lukebakio), Okaka, Suárez                    | 21' Acheampong 29' Kara 66' Defour                  |
| 23 december 2015 20:30 Daknamstadion Lokeren                     | 77' Bolbat                                                     | 1-0 1-1                     | 90+2' Gillet                                           | Proto Gillet, Kara (81' Sylla), Deschacht, Acheampong Defour, Dendoncker, Praet Ezekiel (69' Lukebakio), Okaka, Suárez                    | 21' Acheampong 29' Kara 66' Defour                  |
| 27 december 2015 18:00 Constant Vanden Stockstadion Anderlecht   | RSC Anderlecht                                                 | 2-1                         | KVC Westerlo                                           | Proto Gillet, Kara, Deschacht, Acheampong Defour, Dendoncker, Praet Lukebakio (81' Hassan), Okaka, Suárez (88' Sylla)                     |                                                     |
| 27 december 2015 18:00 Constant Vanden Stockstadion Anderlecht   | 45+1' Okaka 59' Gillet (pen.)                                  | 1-0 1-1 2-1                 | 54' Cools                                              | Proto Gillet, Kara, Deschacht, Acheampong Defour, Dendoncker, Praet Lukebakio (81' Hassan), Okaka, Suárez (88' Sylla)                     |                                                     |
| 17 januari 2016 14:30 Ghelamco Arena Gent                        | AA Gent                                                        | 2-0                         | RSC Anderlecht                                         | Proto Heylen (80' Conté), Kara, Deschacht, Acheampong Tielemans, Praet, Suárez (74' Sylla) Najar, Okaka, Hassan (63' Lukebakio)           | 29' Tielemans 35' Okaka 54' Kara                    |
| 17 januari 2016 14:30 Ghelamco Arena Gent                        | 10' Depoitre 89' Depoitre                                      | 1-0 2-0                     |                                                        | Proto Heylen (80' Conté), Kara, Deschacht, Acheampong Tielemans, Praet, Suárez (74' Sylla) Najar, Okaka, Hassan (63' Lukebakio)           | 29' Tielemans 35' Okaka 54' Kara                    |
| 24 januari 2016 14:30 Constant Vanden Stockstadion Anderlecht    | RSC Anderlecht                                                 | 2-1                         | Sporting Charleroi                                     | Proto Najar, Kara, Deschacht, Acheampong Lukebakio (80' Hassan), Tielemans, Defour (75' Suárez), Praet Sylla, Okaka (89' Heylen)          |                                                     |
| 24 januari 2016 14:30 Constant Vanden Stockstadion Anderlecht    | 4' Baby (own) 54' Okaka                                        | 0-1 1-1 2-1                 | 2' Perbet                                              | Proto Najar, Kara, Deschacht, Acheampong Lukebakio (80' Hassan), Tielemans, Defour (75' Suárez), Praet Sylla, Okaka (89' Heylen)          |                                                     |
| 29 januari 2016 20:30 Stayen Sint-Truiden                        | Sint-Truiden                                                   | 1-2                         | RSC Anderlecht                                         | Proto Galhardo, Kara, Deschacht, Acheampong (75' Nuytinck) Tielemans, Defour, Đuričić Lukebakio, Okaka (73' Sylla), Praet (65' Hassan)    | 24' Tielemans 58' Đuričić 88' Deschacht             |
| 29 januari 2016 20:30 Stayen Sint-Truiden                        | 24' Ruben                                                      | 0-1 1-1 1-2                 | 2' Tielemans (pen.) 84' Sylla                          | Proto Galhardo, Kara, Deschacht, Acheampong (75' Nuytinck) Tielemans, Defour, Đuričić Lukebakio, Okaka (73' Sylla), Praet (65' Hassan)    | 24' Tielemans 58' Đuričić 88' Deschacht             |
| 5 februari 2016 20:30 Achter de Kazerne Mechelen                 | KV Mechelen                                                    | 2-2                         | RSC Anderlecht                                         | Proto Najar, Kara, Nuytinck, Büttner Badji, Defour, Đuričić (82' Lukebakio) Praet, Sylla, Acheampong                                      | 12' Kara 65' Defour 73' Badji                       |
| 5 februari 2016 20:30 Achter de Kazerne Mechelen                 | 11' Rits 73' Verdier                                           | 1-0 1-1 1-2 2-2             | 18' Acheampong 70' Acheampong                          | Proto Najar, Kara, Nuytinck, Büttner Badji, Defour, Đuričić (82' Lukebakio) Praet, Sylla, Acheampong                                      | 12' Kara 65' Defour 73' Badji                       |
| 13 februari 2016 20:00 Constant Vanden Stockstadion Anderlecht   | RSC Anderlecht                                                 | 3-0                         | Zulte Waregem                                          | Proto Najar, Heylen, Deschacht, Büttner (73' Nuytinck) Badji, Defour, Đuričić (79' Tielemans) Praet, Sylla, Acheampong (63' Suárez)       | 50' Heylen 75' Praet                                |
| 13 februari 2016 20:00 Constant Vanden Stockstadion Anderlecht   | 30' Acheampong 60' Büttner 90+1' Suárez                        | 1-0 2-0 3-0                 |                                                        | Proto Najar, Heylen, Deschacht, Büttner (73' Nuytinck) Badji, Defour, Đuričić (79' Tielemans) Praet, Sylla, Acheampong (63' Suárez)       | 50' Heylen 75' Praet                                |
| 21 februari 2016 18:00 Freethiel Beveren                         | Waasland-Beveren                                               | 1-0                         | RSC Anderlecht                                         | Proto Najar, Kara, Deschacht, Büttner Badji, Tielemans (61' Suárez), Đuričić Praet, Sylla (61' Okaka), Acheampong (75' Lukebakio)         | 39' Badji 48' Praet 57' Najar 85' Praet             |
| 21 februari 2016 18:00 Freethiel Beveren                         | 86' Vanzo                                                      | 1-0                         |                                                        | Proto Najar, Kara, Deschacht, Büttner Badji, Tielemans (61' Suárez), Đuričić Praet, Sylla (61' Okaka), Acheampong (75' Lukebakio)         | 39' Badji 48' Praet 57' Najar 85' Praet             |
| 28 februari 2016 18:00 Constant Vanden Stockstadion Anderlecht   | RSC Anderlecht                                                 | 3-3                         | Standard Luik                                          | Proto Najar, Kara, Deschacht, Büttner (71' Lukebakio) Badji (71' Tielemans), Defour, Đuričić (84' Sylla) Suárez, Okaka, Acheampong        | 38' Deschacht 54' Kara 77' Defour                   |
| 28 februari 2016 18:00 Constant Vanden Stockstadion Anderlecht   | 13' Suárez 55' Okaka 74' Lukebakio                             | 1-0 1-1 1-2 2-2 2-3 3-3     | 16' Santini 31' Kosanović 66' Kara (own)               | Proto Najar, Kara, Deschacht, Büttner (71' Lukebakio) Badji (71' Tielemans), Defour, Đuričić (84' Sylla) Suárez, Okaka, Acheampong        | 38' Deschacht 54' Kara 77' Defour                   |
| 5 maart 2016 20:00 Le Canonnier Moeskroen                        | Moeskroen-Péruwelz                                             | 2-1                         | RSC Anderlecht                                         | Proto Heylen (89' Ezekiel), Kara, Nuytinck, Büttner (46' Praet) Badji, Defour, Đuričić (66' Lukebakio) Suárez, Okaka, Acheampong          | 45' Defour 69' Lukebakio                            |
| 5 maart 2016 20:00 Le Canonnier Moeskroen                        | 6' Hubert 87' Badri                                            | 1-0 1-1 2-1                 | 43' Okaka                                              | Proto Heylen (89' Ezekiel), Kara, Nuytinck, Büttner (46' Praet) Badji, Defour, Đuričić (66' Lukebakio) Suárez, Okaka, Acheampong          | 45' Defour 69' Lukebakio                            |
| 13 maart 2016 18:00 Constant Vanden Stockstadion Anderlecht      | RSC Anderlecht                                                 | 3-0                         | KV Kortrijk                                            | Proto Najar, Kara, Deschacht, Büttner (82' Nuytinck) Badji, Tielemans, Đuričić (75' Heylen) Praet (85' Lukebakio), Okaka, Acheampong      | 70' Badji                                           |
| 13 maart 2016 18:00 Constant Vanden Stockstadion Anderlecht      | 6' Okaka 49' Acheampong 60' Kara                               | 1-0 2-0 3-0                 |                                                        | Proto Najar, Kara, Deschacht, Büttner (82' Nuytinck) Badji, Tielemans, Đuričić (75' Heylen) Praet (85' Lukebakio), Okaka, Acheampong      | 70' Badji                                           |
| Play-off I                                                       |                                                                |                             |                                                        | |                                                     |
| 3 april maart 2016 18:00 Constant Vanden Stockstadion Anderlecht | RSC Anderlecht                                                 | 1-0                         | KRC Genk                                               | Proto Najar, Kara, Nuytinck, Büttner Badji, Tielemans, Đuričić (72' Lukebakio) Conté, Okaka (90+3' Sylla), Praet (88' Deschacht)          | 54' Najar                                           |
| 3 april maart 2016 18:00 Constant Vanden Stockstadion Anderlecht | 65' Bizot (own)                                                | 1-0                         |                                                        | Proto Najar, Kara, Nuytinck, Büttner Badji, Tielemans, Đuričić (72' Lukebakio) Conté, Okaka (90+3' Sylla), Praet (88' Deschacht)          | 54' Najar                                           |
| 10 april 2016 18:00 Regenboogstadion Waregem                     | Zulte Waregem                                                  | 1-2                         | RSC Anderlecht                                         | Proto Najar, Kara, Nuytinck, Büttner Defour, Badji (83' Sylla), Tielemans (70' Đuričić) Conté (78' Hassan), Okaka, Praet                  |                                                     |
| 10 april 2016 18:00 Regenboogstadion Waregem                     | 65' Leye                                                       | 0-1 1-1 1-2                 | 54' Praet 87' Okaka                                    | Proto Najar, Kara, Nuytinck, Büttner Defour, Badji (83' Sylla), Tielemans (70' Đuričić) Conté (78' Hassan), Okaka, Praet                  |                                                     |
| 17 april 2016 18:00 Constant Vanden Stockstadion Anderlecht      | RSC Anderlecht                                                 | 1-0                         | Club Brugge                                            | Proto Najar (15' Badji), Kara, Nuytinck, Büttner Defour, Dendoncker, Tielemans Praet (49' Đuričić), Okaka, Acheampong (82' Deschacht)     | 76' Büttner                                         |
| 17 april 2016 18:00 Constant Vanden Stockstadion Anderlecht      | 61' Tielemans                                                  | 1-0                         |                                                        | Proto Najar (15' Badji), Kara, Nuytinck, Büttner Defour, Dendoncker, Tielemans Praet (49' Đuričić), Okaka, Acheampong (82' Deschacht)     | 76' Büttner                                         |
| 21 april 2016 20:30 Ghelamco Arena Gent                          | AA Gent                                                        | 1-1                         | RSC Anderlecht                                         | Proto Badji, Kara, Nuytinck, Büttner (63' Đuričić) Defour, Dendoncker, Tielemans Praet, Okaka, Acheampong                                 | 39' Dendoncker 69' Proto                            |
| 21 april 2016 20:30 Ghelamco Arena Gent                          | 68' Saief (pen.)                                               | 0-1 1-1                     | 64' Nuytinck                                           | Proto Badji, Kara, Nuytinck, Büttner (63' Đuričić) Defour, Dendoncker, Tielemans Praet, Okaka, Acheampong                                 | 39' Dendoncker 69' Proto                            |
| 24 april 2016 18:00 Schiervelde Roeselare                        | KV Oostende                                                    | 4-2                         | RSC Anderlecht                                         | Proto Badji, Kara, Nuytinck, Deschacht (46' Đuričić) Defour, Dendoncker (46' Sylla), Tielemans (68' Hassan) Praet, Okaka, Acheampong      | 62' Kara                                            |
| 24 april 2016 18:00 Schiervelde Roeselare                        | 7' Akpala 16' Nuytinck (own) 45+1' El Ghanassy 81' El Ghanassy | 1-0 2-0 3-0 3-1 4-1 4-2     | 77' Defour 90' Sylla                                   | Proto Badji, Kara, Nuytinck, Deschacht (46' Đuričić) Defour, Dendoncker (46' Sylla), Tielemans (68' Hassan) Praet, Okaka, Acheampong      | 62' Kara                                            |
| 1 mei 2016 14:30 Constant Vanden Stockstadion Anderlecht         | RSC Anderlecht                                                 | 2-0                         | AA Gent                                                | Proto Badji, Kara, Nuytinck, Büttner (89' Deschacht) Defour (55' Đuričić), Dendoncker, Tielemans Praet, Okaka (82' Sylla), Acheampong     | 41' Büttner                                         |
| 1 mei 2016 14:30 Constant Vanden Stockstadion Anderlecht         | 38' Kara 87' Acheampong                                        | 1-0 2-0                     |                                                        | Proto Badji, Kara, Nuytinck, Büttner (89' Deschacht) Defour (55' Đuričić), Dendoncker, Tielemans Praet, Okaka (82' Sylla), Acheampong     | 41' Büttner                                         |
| 8 mei 2016 14:30 Constant Vanden Stockstadion Anderlecht         | RSC Anderlecht                                                 | 2-1                         | KV Oostende                                            | Proto Badji, Heylen (58' Đuričić), Nuytinck, Büttner (74' Sylla) Defour (64' Suárez), Dendoncker, Tielemans Praet, Okaka, Acheampong      | 60' Okaka 80' Nuytinck                              |
| 8 mei 2016 14:30 Constant Vanden Stockstadion Anderlecht         | 53' Tielemans (pen.) 90+4' Okaka                               | 0-1 1-1 2-1                 | 30' Godeau                                             | Proto Badji, Heylen (58' Đuričić), Nuytinck, Büttner (74' Sylla) Defour (64' Suárez), Dendoncker, Tielemans Praet, Okaka, Acheampong      | 60' Okaka 80' Nuytinck                              |
| 15 mei 2016 14:30 Jan Breydelstadion Brugge                      | Club Brugge                                                    | 4-0                         | RSC Anderlecht                                         | Proto Badji (46' Suárez), Heylen, Nuytinck, Büttner Dendoncker, Tielemans, Đuričić (65' Sylla) Praet, Okaka (75' Hassan), Acheampong      | 16' Đuričić 28' Nuytinck 38' Okaka 78' Büttner      |
| 15 mei 2016 14:30 Jan Breydelstadion Brugge                      | 24' Diaby 29' Diaby 62' Vanaken 70' Simons (pen.)              | 1-0 2-0 3-0 4-0             |                                                        | Proto Badji (46' Suárez), Heylen, Nuytinck, Büttner Dendoncker, Tielemans, Đuričić (65' Sylla) Praet, Okaka (75' Hassan), Acheampong      | 16' Đuričić 28' Nuytinck 38' Okaka 78' Büttner      |
| 19 mei 2016 20:30 Cristal Arena Genk                             | KRC Genk                                                       | 5-2                         | RSC Anderlecht                                         | Proto De Medina, Kara, Nuytinck, N'Sakala (79' Ezekiel) Praet, Tielemans, Đuričić (81' Lukebakio) Suárez, Okaka, Acheampong               | 10' Okaka 52' Praet                                 |
| 19 mei 2016 20:30 Cristal Arena Genk                             | 45+2' Bailey 65' Buffel 76' Pozuelo 78' Ndidi 90+1' Karelis    | 0-1 1-1 1-2 2-2 3-2 4-2 5-2 | 25' Đuričić 60' Suárez                                 | Proto De Medina, Kara, Nuytinck, N'Sakala (79' Ezekiel) Praet, Tielemans, Đuričić (81' Lukebakio) Suárez, Okaka, Acheampong               | 10' Okaka 52' Praet                                 |
| 22 mei 2016 14:30 Constant Vanden Stockstadion Anderlecht        | RSC Anderlecht                                                 | 2-0                         | Zulte Waregem                                          | Proto De Medina, Kara, Nuytinck, Büttner Praet, Tielemans, Đuričić (77' Ezekiel) Suárez (77' Sylla), Okaka (62' Lukebakio), Acheampong    | 53' Tielemans                                       |
| 22 mei 2016 14:30 Constant Vanden Stockstadion Anderlecht        | 31' Nuytinck 72' Praet                                         | 1-0 2-0                     |                                                        | Proto De Medina, Kara, Nuytinck, Büttner Praet, Tielemans, Đuričić (77' Ezekiel) Suárez (77' Sylla), Okaka (62' Lukebakio), Acheampong    | 53' Tielemans                                       |

De wedstrijd Lokeren-Anderlecht van 21 november 2015 werd omwille van terreurdreiging uitgesteld naar 23 december 2015.

### Overzicht
| Speeldag  | 1 | 2 | 3 | 4 | 5  | 6  | 7  | 8  | 9  | 10 | 11 | 12 | 13 | 14 | 15 | 16 | 17 | 18 | 19 | 20 | 21 | 22 | 23 | 24 | 25 | 26 | 27 | 28 | 29 | 30 |  | 1  | 2  | 3  | 4  | 5  | 6  | 7  | 8  | 9  | 10 |
| --------- | - | - | - | - | -- | -- | -- | -- | -- | -- | -- | -- | -- | -- | -- | -- | -- | -- | -- | -- | -- | -- | -- | -- | -- | -- | -- | -- | -- | -- |  | -- | -- | -- | -- | -- | -- | -- | -- | -- | -- |
| Resultaat | w | w | g | v | w  | w  | g  | g  | w  | g  | w  | w  | g  | w  | v  | w  | g  | g  | w  | g  | w  | v  | w  | w  | g  | w  | v  | g  | v  | w  |  | w  | w  | w  | g  | v  | w  | w  | v  | v  | w  |
| Punten    | 3 | 6 | 7 | 7 | 10 | 13 | 14 | 15 | 18 | 19 | 22 | 25 | 26 | 29 | 29 | 32 | 33 | 34 | 37 | 38 | 41 | 41 | 44 | 47 | 48 | 51 | 51 | 52 | 52 | 55 |  | 31 | 34 | 37 | 38 | 38 | 41 | 44 | 44 | 44 | 47 |
| Positie   | 4 | 1 | 1 | 6 | 3  | 1  | 2  | 2  | 2  | 3  | 3  | 1  | 3  | 2  | 3  | 4  | 4  | 4  | 4  | 3  | 2  | 3  | 3  | 3  | 3  | 3  | 3  | 3  | 3  | 3  |  | 2  | 2  | 2  | 2  | 2  | 2  | 2  | 2  | 2  | 2  |

### Klassement

#### Reguliere competitie
|       |    |                     | P  | W  | G  | V  | +  | -  | DS  | Ptn |
| ----- | -- | ------------------- | -- | -- | -- | -- | -- | -- | --- | --- |
| PO I  | 1  | Club Brugge         | 30 | 21 | 1  | 8  | 64 | 30 | +34 | 64  |
| PO I  | 2  | AA Gent             | 30 | 17 | 9  | 4  | 56 | 29 | +27 | 60  |
| PO I  | 3  | RSC Anderlecht      | 30 | 15 | 10 | 5  | 51 | 29 | +22 | 55  |
| PO I  | 4  | KV Oostende         | 30 | 14 | 7  | 9  | 55 | 44 | +11 | 49  |
| PO I  | 5  | KRC Genk            | 30 | 14 | 6  | 10 | 42 | 30 | +12 | 48  |
| PO I  | 6  | Zulte Waregem       | 30 | 12 | 7  | 11 | 51 | 50 | +1  | 43  |
| PO II | 7  | Standard Luik       | 30 | 12 | 5  | 13 | 41 | 51 | −10 | 41  |
| PO II | 8  | Sporting Charleroi  | 30 | 10 | 9  | 11 | 36 | 39 | −3  | 39  |
| PO II | 9  | KV Kortrijk         | 30 | 10 | 9  | 11 | 31 | 35 | −4  | 39  |
| PO II | 10 | KV Mechelen         | 30 | 10 | 7  | 13 | 48 | 50 | −2  | 37  |
| PO II | 11 | KSC Lokeren         | 30 | 8  | 10 | 12 | 35 | 40 | −5  | 34  |
| PO II | 12 | Waasland-Beveren    | 30 | 5  | 10 | 15 | 40 | 57 | −17 | 33  |
| PO II | 13 | STVV                | 30 | 8  | 6  | 16 | 28 | 47 | −19 | 30  |
| PO II | 14 | Moeskroen-Péruwelz  | 30 | 7  | 9  | 14 | 39 | 51 | −12 | 30  |
|       | 15 | KVC Westerlo        | 30 | 7  | 9  | 14 | 35 | 59 | −24 | 30  |
| D     | 16 | Oud-Heverlee Leuven | 30 | 7  | 8  | 15 | 42 | 53 | −11 | 29  |

#### Play-off I
|           | #  | Club           | GS | W | G | V | DV | DT | DS  | PTN |
| --------- | -- | -------------- | -- | - | - | - | -- | -- | --- | --- |
| K         | 1. | Club Brugge    | 10 | 7 | 1 | 2 | 25 | 9  | +16 | 54  |
| CL        | 2. | RSC Anderlecht | 10 | 6 | 1 | 3 | 15 | 16 | −1  | 47  |
| EL        | 3. | AA Gent        | 10 | 3 | 3 | 4 | 10 | 15 | −5  | 42  |
| (barrage) | 4. | KRC Genk       | 10 | 5 | 1 | 4 | 20 | 13 | +7  | 40  |
|           | 5. | KV Oostende    | 10 | 3 | 2 | 5 | 14 | 19 | −5  | 36  |
|           | 6. | Zulte Waregem  | 10 | 1 | 2 | 7 | 11 | 23 | −12 | 27  |

### Statistieken
| Nr. | Naam                 | GW |    |    |   |   |    |    |
| --- | -------------------- | -- | -- | -- | - | - | -- | -- |
| 1   | Silvio Proto         | 40 | 0  | 1  | 0 | 0 | 0  | 0  |
| 2   | Maxime Colin         | 1  | 0  | 0  | 0 | 0 | 1  | 0  |
| 2   | Rafael Galhardo      | 1  | 0  | 0  | 0 | 0 | 0  | 0  |
| 3   | Olivier Deschacht    | 32 | 0  | 5  | 0 | 0 | 4  | 1  |
| 4   | Kara Mbodj           | 32 | 2  | 7  | 1 | 0 | 0  | 2  |
| 7   | Andy Najar           | 27 | 2  | 7  | 0 | 0 | 3  | 5  |
| 8   | Stéphane Badji       | 14 | 0  | 2  | 0 | 1 | 1  | 3  |
| 9   | Matías Suárez        | 27 | 6  | 2  | 0 | 0 | 9  | 10 |
| 10  | Dennis Praet         | 37 | 6  | 5  | 1 | 0 | 1  | 9  |
| 11  | Filip Đuričić        | 17 | 1  | 2  | 0 | 0 | 6  | 9  |
| 14  | Bram Nuytinck        | 18 | 2  | 3  | 0 | 0 | 5  | 0  |
| 16  | Steven Defour        | 31 | 2  | 10 | 0 | 0 | 0  | 4  |
| 17  | Oswal Álvarez        | 0  | 0  | 0  | 0 | 0 | 0  | 0  |
| 18  | Frank Acheampong     | 28 | 5  | 2  | 0 | 0 | 7  | 5  |
| 20  | Ibrahima Conté       | 5  | 0  | 0  | 0 | 0 | 1  | 2  |
| 21  | Fabrice N'Sakala     | 6  | 0  | 3  | 0 | 0 | 1  | 1  |
| 23  | Frank Boeckx         | 0  | 0  | 0  | 0 | 0 | 0  | 0  |
| 24  | Michaël Heylen       | 8  | 0  | 1  | 0 | 0 | 2  | 3  |
| 26  | Idrissa Sylla        | 30 | 7  | 1  | 0 | 0 | 20 | 4  |
| 27  | Mahmoud Hassan       | 7  | 0  | 0  | 0 | 0 | 6  | 1  |
| 28  | Alexander Büttner    | 14 | 1  | 3  | 0 | 0 | 0  | 7  |
| 30  | Guillaume Gillet     | 19 | 3  | 3  | 0 | 0 | 0  | 3  |
| 31  | Youri Tielemans      | 34 | 6  | 5  | 0 | 0 | 5  | 6  |
| 32  | Leander Dendoncker   | 23 | 1  | 4  | 0 | 0 | 1  | 3  |
| 33  | Davy Roef            | 0  | 0  | 0  | 0 | 0 | 0  | 0  |
| 35  | Aaron Leya Iseka     | 3  | 0  | 0  | 0 | 0 | 3  | 0  |
| 36  | Nathan de Medina     | 2  | 0  | 0  | 0 | 0 | 0  | 0  |
| 37  | Ivan Obradović       | 13 | 0  | 0  | 0 | 0 | 0  | 4  |
| 38  | Andy Kawaya          | 2  | 0  | 0  | 0 | 0 | 2  | 0  |
| 39  | Anthony Vanden Borre | 2  | 0  | 0  | 0 | 0 | 0  | 2  |
| 44  | Hervé Matthys        | 0  | 0  | 0  | 0 | 0 | 0  | 0  |
| 46  | Dodi Lukebakio       | 17 | 1  | 1  | 0 | 0 | 14 | 2  |
| 50  | Liam Bossin          | 0  | 0  | 0  | 0 | 0 | 0  | 0  |
| 93  | Imoh Ezekiel         | 20 | 1  | 1  | 0 | 0 | 9  | 7  |
| 99  | Stefano Okaka        | 37 | 15 | 5  | 0 | 1 | 7  | 15 |

## UEFA Europa League

### Wedstrijden
| UEFA Europa League                                              |                                     |                 |                                 | |                                                                          |
| Wedstrijddetails                                                | Thuisploeg                          | Uitslag         | Uitploeg                        | Opstelling | Kaarten                                                                  |
| Groepsfase                                                      |                                     |                 |                                 | |                                                                          |
| 17 september 2015 21:05 Constant Vanden Stockstadion Anderlecht | RSC Anderlecht                      | 1-1             | AS Monaco                       | Proto Najar, Dendoncker, Deschacht, Obradović Gillet, Defour (85' Heylen), Tielemans (88' Ezekiel) Suárez (74' Acheampong), Okaka, Praet | 42' Suárez 69' Obradović 79' Defour                                      |
| 17 september 2015 21:05 Constant Vanden Stockstadion Anderlecht | 11' Gillet                          | 1-0 1-1         | 85' Traoré                      | Proto Najar, Dendoncker, Deschacht, Obradović Gillet, Defour (85' Heylen), Tielemans (88' Ezekiel) Suárez (74' Acheampong), Okaka, Praet | 42' Suárez 69' Obradović 79' Defour                                      |
| 1 oktober 2015 19:00 Tofikh Bakhramovstadion Bakoe              | FK Qarabağ                          | 1-0             | RSC Anderlecht                  | Proto Najar, Kara, Deschacht, Obradović (64' Acheampong) Gillet (72' Tielemans), Dendoncker, Defour, Praet (72' Suárez) Ezekiel, Okaka   | 74' Defour                                                               |
| 1 oktober 2015 19:00 Tofikh Bakhramovstadion Bakoe              | 36' Richard                         | 1-0             |                                 | Proto Najar, Kara, Deschacht, Obradović (64' Acheampong) Gillet (72' Tielemans), Dendoncker, Defour, Praet (72' Suárez) Ezekiel, Okaka   | 74' Defour                                                               |
| 22 oktober 2015 19:00 Constant Vanden Stockstadion Anderlecht   | RSC Anderlecht                      | 2-1             | Tottenham Hotspur               | Proto Gillet, Kara, Deschacht, Obradović Tielemans, Dendoncker, Defour, Praet (90+2' Conté) Ezekiel (66' Acheampong), Okaka (88' Sylla)  | 58' Praet 61' Tielemans                                                  |
| 22 oktober 2015 19:00 Constant Vanden Stockstadion Anderlecht   | 13' Gillet 75' Okaka                | 0-1 1-1 2-1     | 4' Eriksen                      | Proto Gillet, Kara, Deschacht, Obradović Tielemans, Dendoncker, Defour, Praet (90+2' Conté) Ezekiel (66' Acheampong), Okaka (88' Sylla)  | 58' Praet 61' Tielemans                                                  |
| 5 november 2015 21:05 White Hart Lane Londen                    | Tottenham Hotspur                   | 2-1             | RSC Anderlecht                  | Proto Gillet, Kara, Deschacht, N'Sakala (84' Conté) Tielemans (70' Ezekiel), Dendoncker, Defour Najar, Okaka, Acheampong (90' Sylla)     | 42' N'Sakala                                                             |
| 5 november 2015 21:05 White Hart Lane Londen                    | 30' Kane 88' Dembélé                | 1-0 1-1 2-1     | 73' Ezekiel                     | Proto Gillet, Kara, Deschacht, N'Sakala (84' Conté) Tielemans (70' Ezekiel), Dendoncker, Defour Najar, Okaka, Acheampong (90' Sylla)     | 42' N'Sakala                                                             |
| 26 november 2015 19:00 Stade Louis II Monaco                    | AS Monaco                           | 0-2             | RSC Anderlecht                  | Proto Gillet, Kara, Deschacht, N'Sakala Tielemans, Dendoncker, Defour Najar (65' Ezekiel), Okaka (84' Suárez), Praet (76' Acheampong)    | 25' N'Sakala 58' Defour 70' Praet 88' Proto                              |
| 26 november 2015 19:00 Stade Louis II Monaco                    |                                     | 0-1 0-2         | 45+1' Gillet 78' Acheampong     | Proto Gillet, Kara, Deschacht, N'Sakala Tielemans, Dendoncker, Defour Najar (65' Ezekiel), Okaka (84' Suárez), Praet (76' Acheampong)    | 25' N'Sakala 58' Defour 70' Praet 88' Proto                              |
| 10 december 2015 21:05 Constant Vanden Stockstadion Anderlecht  | RSC Anderlecht                      | 2-1             | FK Qarabağ                      | Proto Najar, Kara, Deschacht, N'Sakala Gillet, Tielemans, Praet (90+1' Kawaya) Ezekiel (66' Lukebakio), Okaka (81' Sylla), Suárez        | 70' Lukebakio                                                            |
| 10 december 2015 21:05 Constant Vanden Stockstadion Anderlecht  | 28' Najar 31' Okaka                 | 0-1 1-1 2-1     | 26' Quintana                    | Proto Najar, Kara, Deschacht, N'Sakala Gillet, Tielemans, Praet (90+1' Kawaya) Ezekiel (66' Lukebakio), Okaka (81' Sylla), Suárez        | 70' Lukebakio                                                            |
| 1/16 finale                                                     |                                     |                 |                                 | |                                                                          |
| 18 februari 2016 19:00 Constant Vanden Stockstadion Anderlecht  | RSC Anderlecht                      | 1-0             | Olympiakos                      | Proto Najar, Kara, Deschacht, Büttner (89' Nuytinck) Badji, Defour (89' Suárez), Đuričić (74' Tielemans) Praet, Okaka, Acheampong        | 24' Defour 54' Deschacht                                                 |
| 18 februari 2016 19:00 Constant Vanden Stockstadion Anderlecht  | 67' Kara                            | 1-0             |                                 | Proto Najar, Kara, Deschacht, Büttner (89' Nuytinck) Badji, Defour (89' Suárez), Đuričić (74' Tielemans) Praet, Okaka, Acheampong        | 24' Defour 54' Deschacht                                                 |
| 25 februari 2016 21:05 Georgios Karaiskákisstadion Athene       | Olympiakos                          | 1-2             | RSC Anderlecht                  | Proto Najar, Kara, Deschacht, Büttner (90' Nuytinck) Badji, Dendoncker (97' Defour), Đuričić (82' Suárez) Praet, Okaka, Acheampong       | 10' Dendoncker 29' Kara 45+2' Büttner 65' Najar 86' Acheampong 88' Badji |
| 25 februari 2016 21:05 Georgios Karaiskákisstadion Athene       | 29' Fortounis (pen.)                | 1-0 1-1 1-2     | 103' Acheampong 111' Acheampong | Proto Najar, Kara, Deschacht, Büttner (90' Nuytinck) Badji, Dendoncker (97' Defour), Đuričić (82' Suárez) Praet, Okaka, Acheampong       | 10' Dendoncker 29' Kara 45+2' Büttner 65' Najar 86' Acheampong 88' Badji |
| 1/8 finale                                                      |                                     |                 |                                 | |                                                                          |
| 10 maart 2016 19:00 Arena Lviv Lviv                             | Sjachtar Donetsk                    | 3-1             | RSC Anderlecht                  | Proto Najar, Kara, Nuyinck, Deschacht Badji (75' Tielemans), Defour, Suárez (68' Đuričić) Praet (68' Conté), Okaka, Acheampong           | 55' Badji 88' Kara                                                       |
| 10 maart 2016 19:00 Arena Lviv Lviv                             | 22' Taison 25' Koetsjer 80' Eduardo | 1-0 2-0 2-1 3-1 | 69' Acheampong                  | Proto Najar, Kara, Nuyinck, Deschacht Badji (75' Tielemans), Defour, Suárez (68' Đuričić) Praet (68' Conté), Okaka, Acheampong           | 55' Badji 88' Kara                                                       |
| 17 maart 2016 19:00 Constant Vanden Stockstadion Anderlecht     | RSC Anderlecht                      | 0-1             | Sjachtar Donetsk                | Proto Najar, Kara, Nuyinck (78' Sylla), Deschacht Praet, Badji (71' Tielemans), Defour, Acheampong Okaka, Ezekiel (71' Hassan)           | 12' Nuytinck 21' Defour 46' Deschacht 65' Ezekiel 86' Kara               |
| 17 maart 2016 19:00 Constant Vanden Stockstadion Anderlecht     |                                     | 0-1             | 90+3' Eduardo                   | Proto Najar, Kara, Nuyinck (78' Sylla), Deschacht Praet, Badji (71' Tielemans), Defour, Acheampong Okaka, Ezekiel (71' Hassan)           | 12' Nuytinck 21' Defour 46' Deschacht 65' Ezekiel 86' Kara               |

Omwille van de aanslagen in Parijs en de toegenomen terreurdreiging in Brussel mocht het duel Monaco-Anderlecht (26 november 2015) niet bijgewoond worden door de Anderlechtsupporters.

### Statistieken
| Nr. | Naam                 | GW |   |   |   |   |   |   |
| --- | -------------------- | -- | - | - | - | - | - | - |
| 1   | Silvio Proto         | 10 | 0 | 1 | 0 | 0 | 0 | 0 |
| 2   | Rafael Galhardo      | 0  | 0 | 0 | 0 | 0 | 0 | 0 |
| 3   | Olivier Deschacht    | 10 | 0 | 2 | 0 | 0 | 0 | 0 |
| 4   | Kara Mbodj           | 9  | 1 | 2 | 0 | 1 | 0 | 0 |
| 7   | Andy Najar           | 9  | 1 | 1 | 0 | 0 | 0 | 1 |
| 8   | Stéphane Badji       | 4  | 0 | 2 | 0 | 0 | 0 | 2 |
| 9   | Matías Suárez        | 7  | 0 | 1 | 0 | 0 | 4 | 2 |
| 10  | Dennis Praet         | 9  | 0 | 2 | 0 | 0 | 0 | 5 |
| 11  | Filip Đuričić        | 3  | 0 | 0 | 0 | 0 | 1 | 2 |
| 14  | Bram Nuytinck        | 4  | 0 | 1 | 0 | 0 | 2 | 1 |
| 16  | Steven Defour        | 9  | 0 | 5 | 0 | 0 | 1 | 2 |
| 17  | Oswal Álvarez        | 0  | 0 | 0 | 0 | 0 | 0 | 0 |
| 18  | Frank Acheampong     | 9  | 4 | 1 | 0 | 0 | 4 | 1 |
| 20  | Ibrahima Conté       | 3  | 0 | 0 | 0 | 0 | 3 | 0 |
| 21  | Fabrice N'Sakala     | 3  | 0 | 2 | 0 | 0 | 0 | 1 |
| 23  | Frank Boeckx         | 0  | 0 | 0 | 0 | 0 | 0 | 0 |
| 24  | Michaël Heylen       | 1  | 0 | 0 | 0 | 0 | 1 | 0 |
| 26  | Idrissa Sylla        | 4  | 0 | 0 | 0 | 0 | 4 | 0 |
| 27  | Mahmoud Hassan       | 1  | 0 | 0 | 0 | 0 | 1 | 0 |
| 28  | Alexander Büttner    | 2  | 0 | 1 | 0 | 0 | 0 | 2 |
| 30  | Guillaume Gillet     | 6  | 3 | 0 | 0 | 0 | 0 | 1 |
| 31  | Youri Tielemans      | 9  | 0 | 1 | 0 | 0 | 4 | 2 |
| 32  | Leander Dendoncker   | 6  | 0 | 1 | 0 | 0 | 0 | 1 |
| 33  | Davy Roef            | 0  | 0 | 0 | 0 | 0 | 0 | 0 |
| 35  | Aaron Leya Iseka     | 0  | 0 | 0 | 0 | 0 | 0 | 0 |
| 37  | Ivan Obradović       | 3  | 0 | 1 | 0 | 0 | 0 | 1 |
| 38  | Andy Kawaya          | 1  | 0 | 0 | 0 | 0 | 1 | 0 |
| 39  | Anthony Vanden Borre | 0  | 0 | 0 | 0 | 0 | 0 | 0 |
| 44  | Hervé Matthys        | 0  | 0 | 0 | 0 | 0 | 0 | 0 |
| 46  | Dodi Lukebakio       | 1  | 0 | 1 | 0 | 0 | 1 | 0 |
| 50  | Liam Bossin          | 0  | 0 | 0 | 0 | 0 | 0 | 0 |
| 93  | Imoh Ezekiel         | 7  | 1 | 1 | 0 | 0 | 3 | 3 |
| 99  | Stefano Okaka        | 10 | 2 | 0 | 0 | 0 | 0 | 3 |

### Groepsfase speeldag 1
|                                                 |                |                |            |                                                                                                |
| 17 september 2015 Groepsfase UEFA Europa League | RSC Anderlecht | 1 – 1          | AS Monaco  | Constant Vanden Stockstadion, Anderlecht Toeschouwers: 15.576 Scheidsrechter: Miroslav Zelinka |
| 17 september 2015 Groepsfase UEFA Europa League | 11' Gillet     | Wedstrijdfiche | 85' Traoré | Constant Vanden Stockstadion, Anderlecht Toeschouwers: 15.576 Scheidsrechter: Miroslav Zelinka |

| Anderlecht | Monaco |

| Anderlecht (4–2–3–1): |    |                    |         |
|                       |    |                    |         |
| GK                    | 1  | Silvio Proto       |         |
| RB                    | 7  | Andy Najar         |         |
| CB                    | 32 | Leander Dendoncker |         |
| CB                    | 3  | Olivier Deschacht  |         |
| LB                    | 37 | Ivan Obradović     | 69'     |
| CM                    | 16 | Steven Defour      | 79' 84' |
| CM                    | 31 | Youri Tielemans    | 88'     |
| RM                    | 30 | Guillaume Gillet   |         |
| AM                    | 10 | Dennis Praet       |         |
| LM                    | 9  | Matías Suárez      | 42' 74' |
| CF                    | 99 | Stefano Okaka      |         |
| Wisselspelers:        |    |                    |         |
|                       |    |                    |         |
| FW                    | 18 | Frank Acheampong   | 74'     |
| DF                    | 24 | Michaël Heylen     | 84'     |
| FW                    | 93 | Imoh Ezekiel       | 88'     |
| Coach:                |    |                    |         |
| Besnik Hasi           |    |                    |         |

| Monaco (4–1–4–1): |    |                     |         |
|                   |    |                     |         |
| GK                | 1  | Danijel Subašić     |         |
| RB                | 38 | Almamy Touré        |         |
| CB                | 24 | Andrea Raggi        |         |
| CB                | 13 | Wallace             | 81'     |
| LB                | 21 | Elderson Echiéjilé  | 45' 61' |
| DM                | 2  | Fabinho             | 66'     |
| RM                | 10 | Bernardo Silva      |         |
| CM                | 8  | João Moutinho       |         |
| CM                | 20 | Mario Pašalić       | 46'     |
| LM                | 4  | Fábio Coentrão      |         |
| CF                | 17 | Ivan Cavaleiro      | 76'     |
| Wisselspelers:    |    |                     |         |
|                   |    |                     |         |
| FW                | 19 | Lacina Traoré       | 46'     |
| FW                | 22 | Stephan El Shaarawy | 61'     |
| MF                | 27 | Thomas Lemar        | 76'     |
| Coach:            |    |                     |         |
| Leonardo Jardim   |    |                     |         |

### Groepsfase speeldag 2
|                                              |             |                |                |                                                                                    |
| 1 oktober 2015 Groepsfase UEFA Europa League | FK Qarabağ  | 1 – 0          | RSC Anderlecht | Tofikh Bakhramovstadion, Bakoe Toeschouwers: 25.000 Scheidsrechter: Oliver Drachta |
| 1 oktober 2015 Groepsfase UEFA Europa League | 36' Almeida | Wedstrijdfiche |                | Tofikh Bakhramovstadion, Bakoe Toeschouwers: 25.000 Scheidsrechter: Oliver Drachta |

| Qarabağ | Anderlecht |

| Qarabağ (4–3–3 punt naar achteren): |    |                      |     |
|                                     |    |                      |     |
| GK                                  | 13 | Ibrahim Šehić        |     |
| RB                                  | 5  | Maksim Medvedev      |     |
| CB                                  | 55 | Badavi Hüsejnov      |     |
| CB                                  | 14 | Rəşad Sadıqov        |     |
| LB                                  | 25 | Ansi Agolli          |     |
| DM                                  | 2  | Gara Garajev         |     |
| CM                                  | 20 | Richard Almeida      |     |
| CM                                  | 10 | Dani Quintana        | 67' |
| RW                                  | 90 | Samuel Armenteros    | 61' |
| CF                                  | 9  | Reynaldo             |     |
| LW                                  | 67 | Alharbi El Jadeyaoui | 77' |
| Wisselspelers:                      |    |                      |     |
|                                     |    |                      |     |
| MF                                  | 22 | Afran Ismajilov      | 61' |
| MF                                  | 91 | Joshgun Dinijev      | 67' |
| DF                                  | 32 | Elvin Yunuszada      | 77' |
| Coach:                              |    |                      |     |
| Goerban Goerbanov                   |    |                      |     |

| Anderlecht (4–2–3–1): |    |                    |     |
|                       |    |                    |     |
| GK                    | 1  | Silvio Proto       |     |
| RB                    | 7  | Andy Najar         |     |
| CB                    | 4  | Kara Mbodj         |     |
| CB                    | 3  | Olivier Deschacht  |     |
| LB                    | 37 | Ivan Obradović     | 64' |
| CM                    | 16 | Steven Defour      |     |
| CM                    | 32 | Leander Dendoncker |     |
| RM                    | 30 | Guillaume Gillet   | 72' |
| AM                    | 10 | Dennis Praet       | 72' |
| LM                    | 93 | Imoh Ezekiel       |     |
| CF                    | 99 | Stefano Okaka      |     |
| Wisselspelers:        |    |                    |     |
|                       |    |                    |     |
| FW                    | 18 | Frank Acheampong   | 64' |
| FW                    | 9  | Matías Suárez      | 72' |
| MF                    | 31 | Youri Tielemans    | 72' |
| Coach:                |    |                    |     |
| Besnik Hasi           |    |                    |     |

### Groepsfase speeldag 3
|                                               |                      |                |            |                                                                                              |
| 22 oktober 2015 Groepsfase UEFA Europa League | RSC Anderlecht       | 2 – 1          | Tottenham  | Constant Vanden Stockstadion, Anderlecht Toeschouwers: 18.504 Scheidsrechter: Pol van Boekel |
| 22 oktober 2015 Groepsfase UEFA Europa League | 13' Gillet 75' Okaka | Wedstrijdfiche | 4' Eriksen | Constant Vanden Stockstadion, Anderlecht Toeschouwers: 18.504 Scheidsrechter: Pol van Boekel |

| Anderlecht | Spurs |

| Anderlecht (4–3–3 punt naar achteren): |    |                    |           |
|                                        |    |                    |           |
| GK                                     | 1  | Silvio Proto       |           |
| RB                                     | 30 | Guillaume Gillet   |           |
| CB                                     | 4  | Kara Mbodj         |           |
| CB                                     | 3  | Olivier Deschacht  |           |
| LB                                     | 37 | Ivan Obradović     |           |
| DM                                     | 32 | Leander Dendoncker |           |
| CM                                     | 16 | Steven Defour      |           |
| CM                                     | 31 | Youri Tielemans    | 61'       |
| RW                                     | 93 | Imoh Ezekiel       | 67'       |
| CF                                     | 99 | Stefano Okaka      | 88'       |
| LW                                     | 10 | Dennis Praet       | 58' 90+3' |
| Wisselspelers:                         |    |                    |           |
|                                        |    |                    |           |
| FW                                     | 18 | Frank Acheampong   | 67'       |
| FW                                     | 26 | Idrissa Sylla      | 88'       |
| MF                                     | 20 | Ibrahima Conté     | 90+3'     |
| Coach:                                 |    |                    |           |
| Besnik Hasi                            |    |                    |           |

| Spurs (4–2–3–1):    |    |                   |         |
|                     |    |                   |         |
| GK                  | 1  | Hugo Lloris       |         |
| RB                  | 16 | Kieran Trippier   |         |
| CB                  | 4  | Toby Alderweireld |         |
| CB                  | 5  | Jan Vertonghen    |         |
| LB                  | 33 | Ben Davies        |         |
| CM                  | 19 | Mousa Dembélé     | 66'     |
| CM                  | 15 | Eric Dier         |         |
| RM                  | 17 | Andros Townsend   | 81'     |
| AM                  | 23 | Christian Eriksen |         |
| LM                  | 11 | Erik Lamela       |         |
| CF                  | 14 | Clinton N'Jie     | 55' 60' |
| Wisselspelers:      |    |                   |         |
|                     |    |                   |         |
| FW                  | 10 | Harry Kane        | 60'     |
| MF                  | 20 | Dele Alli         | 66'     |
| MF                  | 25 | Josh Onomah       | 81'     |
| Coach:              |    |                   |         |
| Mauricio Pochettino |    |                   |         |

### Groepsfase speeldag 4
|                                               |                      |                |                |                                                                            |
| 5 november 2015 Groepsfase UEFA Europa League | Tottenham            | 2 – 1          | RSC Anderlecht | White Hart Lane, Londen Toeschouwers: 33.479 Scheidsrechter: Orel Grinfeld |
| 5 november 2015 Groepsfase UEFA Europa League | 29' Kane 87' Dembélé | Wedstrijdfiche | 72' Ezekiel    | White Hart Lane, Londen Toeschouwers: 33.479 Scheidsrechter: Orel Grinfeld |

| Spurs | Anderlecht |

| Spurs (4–2–3–1):    |    |                   |     |
|                     |    |                   |     |
| GK                  | 1  | Hugo Lloris       |     |
| RB                  | 16 | Kieran Trippier   |     |
| CB                  | 4  | Toby Alderweireld |     |
| CB                  | 5  | Jan Vertonghen    |     |
| LB                  | 33 | Ben Davies        |     |
| CM                  | 8  | Ryan Mason        | 73' |
| CM                  | 15 | Eric Dier         |     |
| RM                  | 20 | Dele Alli         | 77' |
| AM                  | 23 | Christian Eriksen | 59' |
| LM                  | 11 | Erik Lamela       |     |
| CF                  | 10 | Harry Kane        |     |
| Wisselspelers:      |    |                   |     |
|                     |    |                   |     |
| FW                  | 7  | Son Heung-min     | 59' |
| MF                  | 19 | Mousa Dembélé     | 73' |
| MF                  | 25 | Josh Onomah       | 77' |
| Coach:              |    |                   |     |
| Mauricio Pochettino |    |                   |     |

| Anderlecht (4–2–3–1): |    |                    |         |
|                       |    |                    |         |
| GK                    | 1  | Silvio Proto       |         |
| RB                    | 30 | Guillaume Gillet   |         |
| CB                    | 4  | Kara Mbodj         |         |
| CB                    | 3  | Olivier Deschacht  |         |
| LB                    | 21 | Fabrice N'Sakala   | 41' 83' |
| CM                    | 16 | Steven Defour      |         |
| CM                    | 32 | Leander Dendoncker |         |
| RM                    | 7  | Andy Najar         |         |
| AM                    | 31 | Youri Tielemans    | 69'     |
| LM                    | 18 | Frank Acheampong   | 89'     |
| CF                    | 99 | Stefano Okaka      |         |
| Wisselspelers:        |    |                    |         |
|                       |    |                    |         |
| FW                    | 93 | Imoh Ezekiel       | 69'     |
| MF                    | 20 | Ibrahima Conté     | 83'     |
| FW                    | 26 | Idrissa Sylla      | 89'     |
| Coach:                |    |                    |         |
| Besnik Hasi           |    |                    |         |

### Groepsfase speeldag 5
|                                                |           |                |                             |                                                                         |
| 26 november 2015 Groepsfase UEFA Europa League | AS Monaco | 0 – 2          | RSC Anderlecht              | Stade Louis II, Monaco Toeschouwers: 5.913 Scheidsrechter: Manuel Gräfe |
| 26 november 2015 Groepsfase UEFA Europa League |           | Wedstrijdfiche | 45+1' Gillet 78' Acheampong | Stade Louis II, Monaco Toeschouwers: 5.913 Scheidsrechter: Manuel Gräfe |

| Monaco | Anderlecht |

| Monaco (4–2–3–1): |    |                     |     |
|                   |    |                     |     |
| GK                | 1  | Danijel Subašić     |     |
| RB                | 2  | Fabinho             | 66' |
| CB                | 24 | Andrea Raggi        | 50' |
| CB                | 6  | Ricardo Carvalho    |     |
| LB                | 4  | Fábio Coentrão      |     |
| CM                | 8  | João Moutinho       |     |
| CM                | 28 | Jérémy Toulalan     | 29' |
| RM                | 10 | Bernardo Silva      |     |
| AM                | 20 | Mario Pašalić       | 62' |
| LM                | 22 | Stephan El Shaarawy | 44' |
| CF                | 19 | Lacina Traoré       | 84' |
| Wisselspelers:    |    |                     |     |
|                   |    |                     |     |
| DF                | 38 | Almamy Touré        | 29' |
| FW                | 11 | Guido Carrillo      | 62' |
| DF                | 21 | Elderson Echiéjilé  | 84' |
| Coach:            |    |                     |     |
| Leonardo Jardim   |    |                     |     |

| Anderlecht (4–2–3–1): |    |                    |         |
|                       |    |                    |         |
| GK                    | 1  | Silvio Proto       | 87'     |
| RB                    | 30 | Guillaume Gillet   |         |
| CB                    | 4  | Kara Mbodj         |         |
| CB                    | 3  | Olivier Deschacht  |         |
| LB                    | 21 | Fabrice N'Sakala   | 24'     |
| CM                    | 16 | Steven Defour      | 58'     |
| CM                    | 32 | Leander Dendoncker |         |
| RM                    | 7  | Andy Najar         | 65'     |
| AM                    | 31 | Youri Tielemans    |         |
| LM                    | 10 | Dennis Praet       | 70' 76' |
| CF                    | 99 | Stefano Okaka      | 84'     |
| Wisselspelers:        |    |                    |         |
|                       |    |                    |         |
| FW                    | 93 | Imoh Ezekiel       | 65'     |
| FW                    | 18 | Frank Acheampong   | 76'     |
| FW                    | 9  | Matías Suárez      | 84'     |
| Coach:                |    |                    |         |
| Besnik Hasi           |    |                    |         |

### Groepsfase speeldag 6
|                                                |                     |                |              |                                                                                             |
| 10 december 2015 Groepsfase UEFA Europa League | RSC Anderlecht      | 2 – 1          | FK Qarabağ   | Constant Vanden Stockstadion, Anderlecht Toeschouwers: 16.075 Scheidsrechter: Slavko Vinčić |
| 10 december 2015 Groepsfase UEFA Europa League | 28' Najar 31' Okaka | Wedstrijdfiche | 26' Quintana | Constant Vanden Stockstadion, Anderlecht Toeschouwers: 16.075 Scheidsrechter: Slavko Vinčić |

| Anderlecht | Qarabağ |

| Anderlecht (4–3–3 punt naar voren): |    |                   |       |
|                                     |    |                   |       |
| GK                                  | 1  | Silvio Proto      |       |
| RB                                  | 7  | Andy Najar        |       |
| CB                                  | 4  | Kara Mbodj        |       |
| CB                                  | 3  | Olivier Deschacht |       |
| LB                                  | 21 | Fabrice N'Sakala  |       |
| CM                                  | 30 | Guillaume Gillet  |       |
| CM                                  | 31 | Youri Tielemans   |       |
| AM                                  | 10 | Dennis Praet      | 90+2' |
| RW                                  | 93 | Imoh Ezekiel      | 66'   |
| CF                                  | 99 | Stefano Okaka     | 81'   |
| LW                                  | 9  | Matías Suárez     |       |
| Wisselspelers:                      |    |                   |       |
|                                     |    |                   |       |
| FW                                  | 46 | Dodi Lukebakio    | 66'   |
| FW                                  | 26 | Idrissa Sylla     | 81'   |
| FW                                  | 38 | Andy Kawaya       | 90+2' |
| Coach:                              |    |                   |       |
| Besnik Hasi                         |    |                   |       |

| Qarabağ (4–3–3 punt naar achteren): |    |                   |         |
|                                     |    |                   |         |
| GK                                  | 13 | Ibrahim Šehić     |         |
| RB                                  | 18 | Ilgar Goerbanov   |         |
| CB                                  | 55 | Badavi Hüsejnov   |         |
| CB                                  | 14 | Rəşad Sadıqov     |         |
| LB                                  | 5  | Maksim Medvedev   |         |
| DM                                  | 2  | Gara Garajev      | 75'     |
| CM                                  | 20 | Richard Almeida   | 51'     |
| CM                                  | 70 | Chumbinho         | 71'     |
| RW                                  | 22 | Afran Ismajilov   | 63'     |
| CF                                  | 90 | Samuel Armenteros | 35'     |
| LW                                  | 10 | Dani Quintana     | 49'     |
| Wisselspelers:                      |    |                   |         |
|                                     |    |                   |         |
| MF                                  | 77 | Javid Tagijev     | 63'     |
| MF                                  | 8  | Míchel Madera     | 71' 81' |
| FW                                  | 29 | Rydell Poepon     | 75'     |
| Coach:                              |    |                   |         |
| Goerban Goerbanov                   |    |                   |         |

### Eindstand groepsfase Europa League
| Groep J | Groep J           | Groep J | Groep J | Groep J | Groep J | Groep J | Groep J | Groep J | Groep J |
|         |                   | P       | W       | G       | V       | +       | -       | DS      | Ptn     |
| ------- | ----------------- | ------- | ------- | ------- | ------- | ------- | ------- | ------- | ------- |
| 1.      | Tottenham Hotspur | 6       | 4       | 1       | 1       | 12      | 6       | +6      | 13      |
| 2.      | RSC Anderlecht    | 6       | 3       | 1       | 2       | 8       | 6       | +2      | 10      |
| 3.      | AS Monaco         | 6       | 1       | 3       | 2       | 5       | 9       | −4      | 6       |
| 4.      | FK Qarabağ        | 6       | 1       | 1       | 4       | 4       | 8       | −4      | 4       |

### 1/16e finale (heen)
|                                                   |                |                |            |                                                                                          |
| 18 februari 2016 Knock-outfase UEFA Europa League | RSC Anderlecht | 1 – 0          | Olympiakos | Constant Vanden Stockstadion, Anderlecht Toeschouwers: 15.397 Scheidsrechter: Ivan Bebek |
| 18 februari 2016 Knock-outfase UEFA Europa League | 67' Kara       | Wedstrijdfiche |            | Constant Vanden Stockstadion, Anderlecht Toeschouwers: 15.397 Scheidsrechter: Ivan Bebek |

| Anderlecht | Olympiakos |

| Anderlecht (4–2–3–1): |    |                   |         |
|                       |    |                   |         |
| GK                    | 1  | Silvio Proto      |         |
| RB                    | 7  | Andy Najar        |         |
| CB                    | 4  | Kara Mbodj        |         |
| CB                    | 3  | Olivier Deschacht | 58'     |
| LB                    | 28 | Alexander Büttner | 89'     |
| CM                    | 8  | Stéphane Badji    |         |
| CM                    | 16 | Steven Defour     | 24' 89' |
| RM                    | 10 | Dennis Praet      |         |
| AM                    | 11 | Filip Đuričić     | 74'     |
| LM                    | 18 | Frank Acheampong  |         |
| CF                    | 99 | Stefano Okaka     |         |
| Wisselspelers:        |    |                   |         |
|                       |    |                   |         |
| MF                    | 31 | Youri Tielemans   | 74'     |
| FW                    | 9  | Matías Suárez     | 89'     |
| DF                    | 14 | Bram Nuytinck     | 89'     |
| Coach:                |    |                   |         |
| Besnik Hasi           |    |                   |         |

| Olympiakos (4–2–3–1): |    |                     |         |
|                       |    |                     |         |
| GK                    | 16 | Roberto             |         |
| RB                    | 30 | Leandro Salino      | 4'      |
| CB                    | 6  | Manuel da Costa     | 59'     |
| CB                    | 3  | Alberto Botía       |         |
| LB                    | 26 | Arthur Masuaku      | 82'     |
| CM                    | 5  | Luka Milivojević    |         |
| CM                    | 44 | Saša Zdjelar        | 34' 69' |
| RM                    | 92 | Sebá                | 66' 81' |
| AM                    | 7  | Kostas Fortounis    |         |
| LM                    | 21 | Jimmy Durmaz        | 84'     |
| CF                    | 99 | Brown Ideye         |         |
| Wisselspelers:        |    |                     |         |
|                       |    |                     |         |
| MF                    | 11 | Pajtim Kasami       | 69'     |
| FW                    | 17 | Alan Pulido         | 81'     |
| MF                    | 10 | Alejandro Domínguez | 84'     |
| Coach:                |    |                     |         |
| Marco Silva           |    |                     |         |

### 1/16e finale (terug)
|                                                   |                     |                |                       |                                                                                         |
| 25 februari 2016 Knock-outfase UEFA Europa League | Olympiakos          | 1 – 2 (n.v.)   | RSC Anderlecht        | Georgios Karaiskákisstadion, Piraeus Toeschouwers: 31.005 Scheidsrechter: Arnold Hunter |
| 25 februari 2016 Knock-outfase UEFA Europa League | 29' (pen) Fortounis | Wedstrijdfiche | 103', 111' Acheampong | Georgios Karaiskákisstadion, Piraeus Toeschouwers: 31.005 Scheidsrechter: Arnold Hunter |

| Olympiakos | Anderlecht |

| Olympiakos (4–2–3–1): |    |                     |     |
|                       |    |                     |     |
| GK                    | 16 | Roberto             |     |
| RB                    | 14 | Omar Elabdellaoui   | 4'  |
| CB                    | 6  | Manuel da Costa     |     |
| CB                    | 3  | Alberto Botía       | 57' |
| LB                    | 26 | Arthur Masuaku      | 35' |
| CM                    | 5  | Luka Milivojević    |     |
| CM                    | 91 | Esteban Cambiasso   | 67' |
| RM                    | 21 | Jimmy Durmaz        | 51' |
| AM                    | 7  | Kostas Fortounis    |     |
| LM                    | 17 | Alan Pulido         | 83' |
| CF                    | 99 | Brown Ideye         |     |
| Wisselspelers:        |    |                     |     |
|                       |    |                     |     |
| MF                    | 10 | Alejandro Domínguez | 51' |
| MF                    | 44 | Saša Zdjelar        | 67' |
| FW                    | 92 | Sebá                | 83' |
| Coach:                |    |                     |     |
| Marco Silva           |    |                     |     |

| Anderlecht (4–2–3–1): |    |                    |           |
|                       |    |                    |           |
| GK                    | 1  | Silvio Proto       |           |
| RB                    | 7  | Andy Najar         | 65'       |
| CB                    | 4  | Kara Mbodj         | 29'       |
| CB                    | 3  | Olivier Deschacht  |           |
| LB                    | 28 | Alexander Büttner  | 45+2' 91' |
| CM                    | 8  | Stéphane Badji     | 88'       |
| CM                    | 32 | Leander Dendoncker | 10' 97'   |
| RM                    | 10 | Dennis Praet       |           |
| AM                    | 11 | Filip Đuričić      | 81'       |
| LM                    | 18 | Frank Acheampong   | 86'       |
| CF                    | 99 | Stefano Okaka      |           |
| Wisselspelers:        |    |                    |           |
|                       |    |                    |           |
| FW                    | 9  | Matías Suárez      | 81'       |
| DF                    | 14 | Bram Nuytinck      | 91'       |
| MF                    | 16 | Steven Defour      | 97'       |
| Coach:                |    |                    |           |
| Besnik Hasi           |    |                    |           |

### 1/8e finale (heen)
|                                                |                                     |                |                |                                                                         |
| 10 maart 2016 Knock-outfase UEFA Europa League | Sjachtar Donetsk                    | 3 – 1          | RSC Anderlecht | Arena Lviv, Lviv Toeschouwers: 23.621 Scheidsrechter: Artur Soares Dias |
| 10 maart 2016 Knock-outfase UEFA Europa League | 21' Taison 24' Koetsjer 79' Eduardo | Wedstrijdfiche | 69' Acheampong | Arena Lviv, Lviv Toeschouwers: 23.621 Scheidsrechter: Artur Soares Dias |

| Sjachtar Donetsk | Anderlecht |

| Sjachtar Donetsk (4–2–3–1): |    |                    |     |
|                             |    |                    |     |
| GK                          | 30 | Andrij Pjatov      |     |
| RB                          | 33 | Darijo Srna        |     |
| CB                          | 5  | Oleksandr Koetsjer |     |
| CB                          | 44 | Jaroslav Rakitskyj |     |
| LB                          | 31 | Ismaily            |     |
| CM                          | 74 | Viktor Kovalenko   |     |
| CM                          | 17 | Maksym Malysjev    |     |
| RM                          | 11 | Marlos             | 74' |
| AM                          | 22 | Eduardo            | 88' |
| LM                          | 28 | Taison             | 46' |
| CF                          | 19 | Facundo Ferreyra   |     |
| Wisselspelers:              |    |                    |     |
|                             |    |                    |     |
| FW                          | 10 | Bernard            | 46' |
| FW                          | 7  | Wellington Nem     | 74' |
| FW                          | 9  | Dentinho           | 88' |
| Coach:                      |    |                    |     |
| Mircea Lucescu              |    |                    |     |

| Anderlecht (4–2–3–1): |    |                   |         |
|                       |    |                   |         |
| GK                    | 1  | Silvio Proto      |         |
| RB                    | 7  | Andy Najar        |         |
| CB                    | 4  | Kara Mbodj        | 87'     |
| CB                    | 14 | Bram Nuytinck     |         |
| LB                    | 3  | Olivier Deschacht |         |
| CM                    | 16 | Steven Defour     |         |
| CM                    | 8  | Stéphane Badji    | 54' 74' |
| RM                    | 9  | Matías Suárez     | 67'     |
| AM                    | 10 | Dennis Praet      | 67'     |
| LM                    | 18 | Frank Acheampong  |         |
| CF                    | 99 | Stefano Okaka     |         |
| Wisselspelers:        |    |                   |         |
|                       |    |                   |         |
| MF                    | 11 | Filip Đuričić     | 67'     |
| MF                    | 20 | Ibrahima Conté    | 67'     |
| MF                    | 31 | Youri Tielemans   | 74'     |
| Coach:                |    |                   |         |
| Besnik Hasi           |    |                   |         |

### 1/8e finale (terug)
|                                                |                |                |                  |                                                                                                   |
| 17 maart 2016 Knock-outfase UEFA Europa League | RSC Anderlecht | 0 – 1          | Sjachtar Donetsk | Constant Vanden Stockstadion, Anderlecht Toeschouwers: 13.785 Scheidsrechter: Antonio Mateu Lahoz |
| 17 maart 2016 Knock-outfase UEFA Europa League |                | Wedstrijdfiche | 90+3' Eduardo    | Constant Vanden Stockstadion, Anderlecht Toeschouwers: 13.785 Scheidsrechter: Antonio Mateu Lahoz |

| Anderlecht | Sjachtar Donetsk |

| Anderlecht (4–3–3 punt naar voren): |    |                   |         |
|                                     |    |                   |         |
| GK                                  | 1  | Silvio Proto      |         |
| RB                                  | 7  | Andy Najar        |         |
| CB                                  | 4  | Kara Mbodj        | 87'     |
| CB                                  | 14 | Bram Nuytinck     | 13' 79' |
| LB                                  | 3  | Olivier Deschacht | 47'     |
| CM                                  | 16 | Steven Defour     | 22'     |
| CM                                  | 8  | Stéphane Badji    | 72'     |
| AM                                  | 10 | Dennis Praet      |         |
| RW                                  | 93 | Imoh Ezekiel      | 67' 72' |
| CF                                  | 99 | Stefano Okaka     |         |
| LW                                  | 18 | Frank Acheampong  |         |
| Wisselspelers:                      |    |                   |         |
|                                     |    |                   |         |
| MF                                  | 17 | Trézéguet         | 72'     |
| MF                                  | 31 | Youri Tielemans   | 72'     |
| FW                                  | 26 | Idrissa Sylla     | 79'     |
| Coach:                              |    |                   |         |
| Besnik Hasi                         |    |                   |         |

| Sjachtar Donetsk (4–2–3–1): |    |                    |           |
|                             |    |                    |           |
| GK                          | 30 | Andrij Pjatov      |           |
| RB                          | 33 | Darijo Srna        |           |
| CB                          | 5  | Oleksandr Koetsjer | 85'       |
| CB                          | 44 | Jaroslav Rakitskyj |           |
| LB                          | 31 | Ismaily            |           |
| CM                          | 6  | Taras Stepanenko   | 83'       |
| CM                          | 17 | Maksym Malysjev    |           |
| RM                          | 11 | Marlos             | 16' 90+2' |
| AM                          | 74 | Viktor Kovalenko   | 89'       |
| LM                          | 28 | Taison             | 84'       |
| CF                          | 19 | Facundo Ferreyra   |           |
| Wisselspelers:              |    |                    |           |
|                             |    |                    |           |
| FW                          | 9  | Dentinho           | 84'       |
| DF                          | 18 | Ivan Ordets        | 89'       |
| FW                          | 22 | Eduardo            | 90+2'     |
| Coach:                      |    |                    |           |
| Mircea Lucescu              |    |                    |           |

## Beker van België

### Wedstrijden
| Wedstrijddetails                                                | Thuisploeg                                       | Uitslag                 | Uitploeg                 | Opstelling | Kaarten      |
| --------------------------------------------------------------- | ------------------------------------------------ | ----------------------- | ------------------------ | --- | ------------ |
| 1/16 finale                                                     |                                                  |                         |                          | |              |
| 23 september 2015 20:00 Constant Vanden Stockstadion Anderlecht | RSC Anderlecht                                   | 3-1                     | Spouwen-Mopertingen (IV) | Roef Gillet, Heylen, Nuytinck, Acheampong Conte, Dendoncker, Tielemans, Kawaya (82' Najar) Ezekiel (46' Suárez), Leya (46' Okaka) | 61' Kawaya   |
| 23 september 2015 20:00 Constant Vanden Stockstadion Anderlecht | 65' Tielemans (pen.) 89' Dendoncker 90+2' Suárez | 1-0 1-1 2-1 3-1         | 75' Diallo               | Roef Gillet, Heylen, Nuytinck, Acheampong Conte, Dendoncker, Tielemans, Kawaya (82' Najar) Ezekiel (46' Suárez), Leya (46' Okaka) | 61' Kawaya   |
| 1/8 finale                                                      |                                                  |                         |                          | |              |
| 2 december 2015 20:45 Guldensporenstadion Kortrijk              | KV Kortrijk                                      | 4-2                     | RSC Anderlecht           | Roef Gillet, Nuytinck, Deschacht, N'Sakala (60' Sylla) Defour, Tielemans, Conte (52' Kawaya) Najar, Okaka, Ezekiel (60' Suárez)   | 45' N'Sakala |
| 2 december 2015 20:45 Guldensporenstadion Kortrijk              | 10' Poulain 26' Chanot 31' Van Eenoo 48' Marušić | 1-0 2-0 3-0 3-1 4-1 4-2 | 36' Ezekiel 64' Defour   | Roef Gillet, Nuytinck, Deschacht, N'Sakala (60' Sylla) Defour, Tielemans, Conte (52' Kawaya) Najar, Okaka, Ezekiel (60' Suárez)   | 45' N'Sakala |

### Statistieken
| Nr. | Naam                 | GW |   |   |   |   |   |   |
| --- | -------------------- | -- | - | - | - | - | - | - |
| 1   | Silvio Proto         | 0  | 0 | 0 | 0 | 0 | 0 | 0 |
| 3   | Olivier Deschacht    | 1  | 0 | 0 | 0 | 0 | 0 | 0 |
| 4   | Kara Mbodj           | 0  | 0 | 0 | 0 | 0 | 0 | 0 |
| 7   | Andy Najar           | 2  | 0 | 0 | 0 | 0 | 1 | 0 |
| 9   | Matías Suárez        | 2  | 1 | 0 | 0 | 0 | 2 | 0 |
| 10  | Dennis Praet         | 0  | 0 | 0 | 0 | 0 | 0 | 0 |
| 14  | Bram Nuytinck        | 2  | 0 | 0 | 0 | 0 | 0 | 0 |
| 16  | Steven Defour        | 1  | 1 | 0 | 0 | 0 | 0 | 0 |
| 17  | Oswal Álvarez        | 0  | 0 | 0 | 0 | 0 | 0 | 0 |
| 18  | Frank Acheampong     | 1  | 0 | 0 | 0 | 0 | 0 | 0 |
| 20  | Ibrahima Conté       | 2  | 0 | 0 | 0 | 0 | 0 | 1 |
| 21  | Fabrice N'Sakala     | 1  | 0 | 1 | 0 | 0 | 0 | 1 |
| 23  | Frank Boeckx         | 0  | 0 | 0 | 0 | 0 | 0 | 0 |
| 24  | Michaël Heylen       | 1  | 0 | 0 | 0 | 0 | 0 | 0 |
| 26  | Idrissa Sylla        | 1  | 0 | 0 | 0 | 0 | 1 | 0 |
| 27  | Mahmoud Hassan       | 0  | 0 | 0 | 0 | 0 | 0 | 0 |
| 30  | Guillaume Gillet     | 2  | 0 | 0 | 0 | 0 | 0 | 0 |
| 31  | Youri Tielemans      | 2  | 1 | 0 | 0 | 0 | 0 | 0 |
| 32  | Leander Dendoncker   | 1  | 1 | 0 | 0 | 0 | 0 | 0 |
| 33  | Davy Roef            | 2  | 0 | 0 | 0 | 0 | 0 | 0 |
| 35  | Aaron Leya Iseka     | 1  | 0 | 0 | 0 | 0 | 0 | 1 |
| 37  | Ivan Obradović       | 0  | 0 | 0 | 0 | 0 | 0 | 0 |
| 38  | Andy Kawaya          | 2  | 0 | 0 | 0 | 0 | 1 | 1 |
| 39  | Anthony Vanden Borre | 0  | 0 | 0 | 0 | 0 | 0 | 0 |
| 44  | Hervé Matthys        | 0  | 0 | 0 | 0 | 0 | 0 | 0 |
| 46  | Dodi Lukebakio       | 0  | 0 | 0 | 0 | 0 | 0 | 0 |
| 50  | Liam Bossin          | 0  | 0 | 0 | 0 | 0 | 0 | 0 |
| 93  | Imoh Ezekiel         | 2  | 1 | 0 | 0 | 0 | 0 | 2 |
| 99  | Stefano Okaka        | 2  | 0 | 0 | 0 | 0 | 1 | 0 |

## Individuele prijzen
- Belofte van het Jaar (Gouden Schoen): Youri Tielemans

## Afbeeldingen

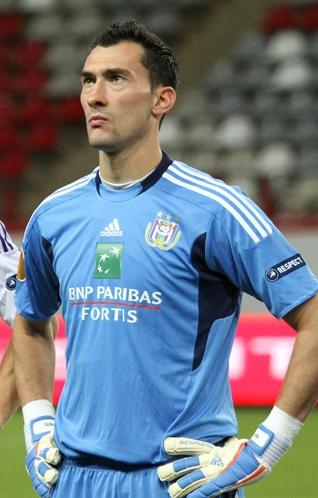
Silvio Proto (doelman)
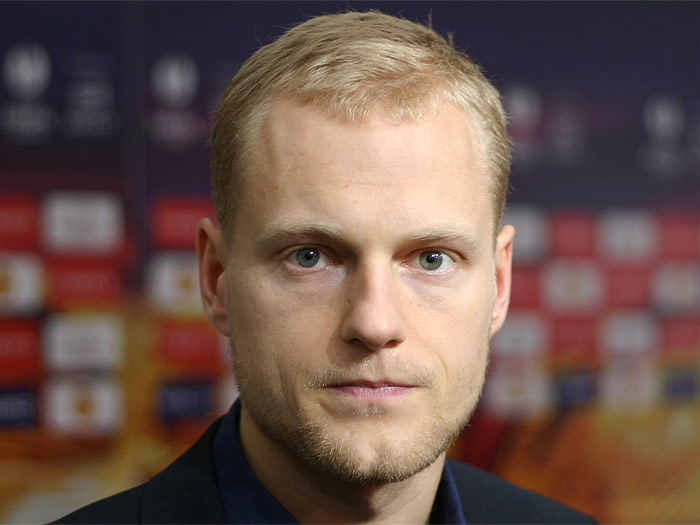
Olivier Deschacht (verdediger)
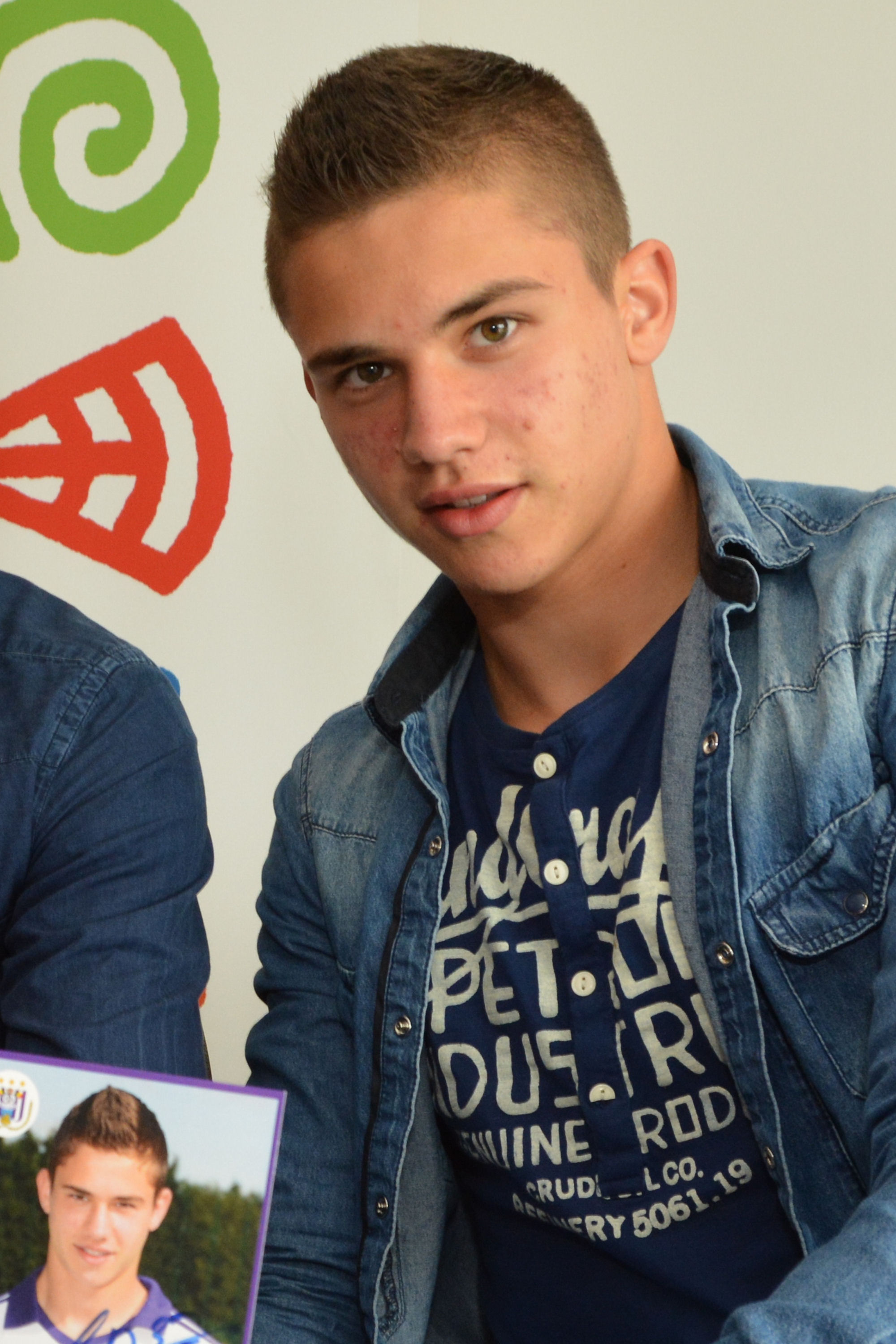
Leander Dendoncker (middenvelder)
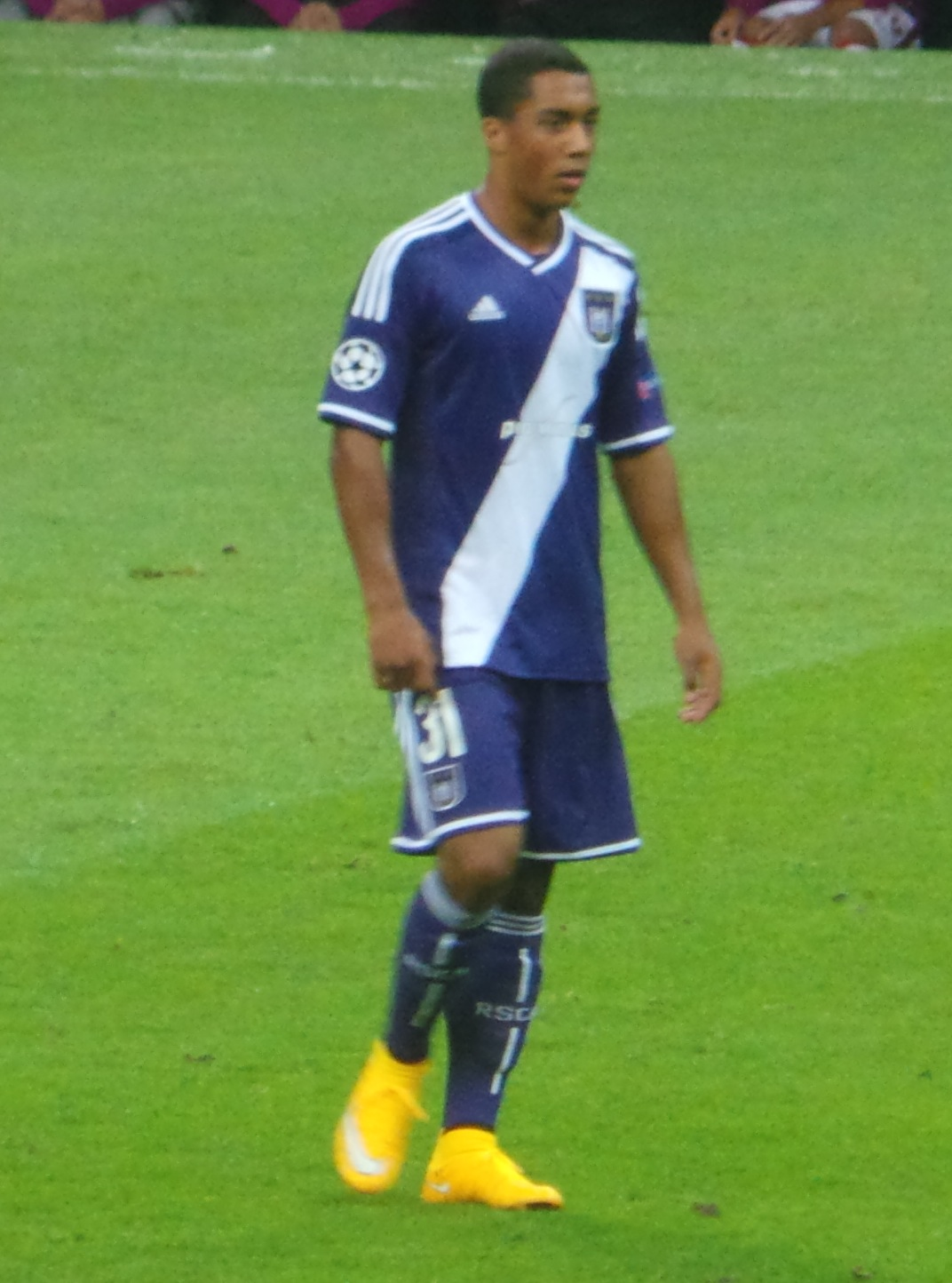
Youri Tielemans (middenvelder)
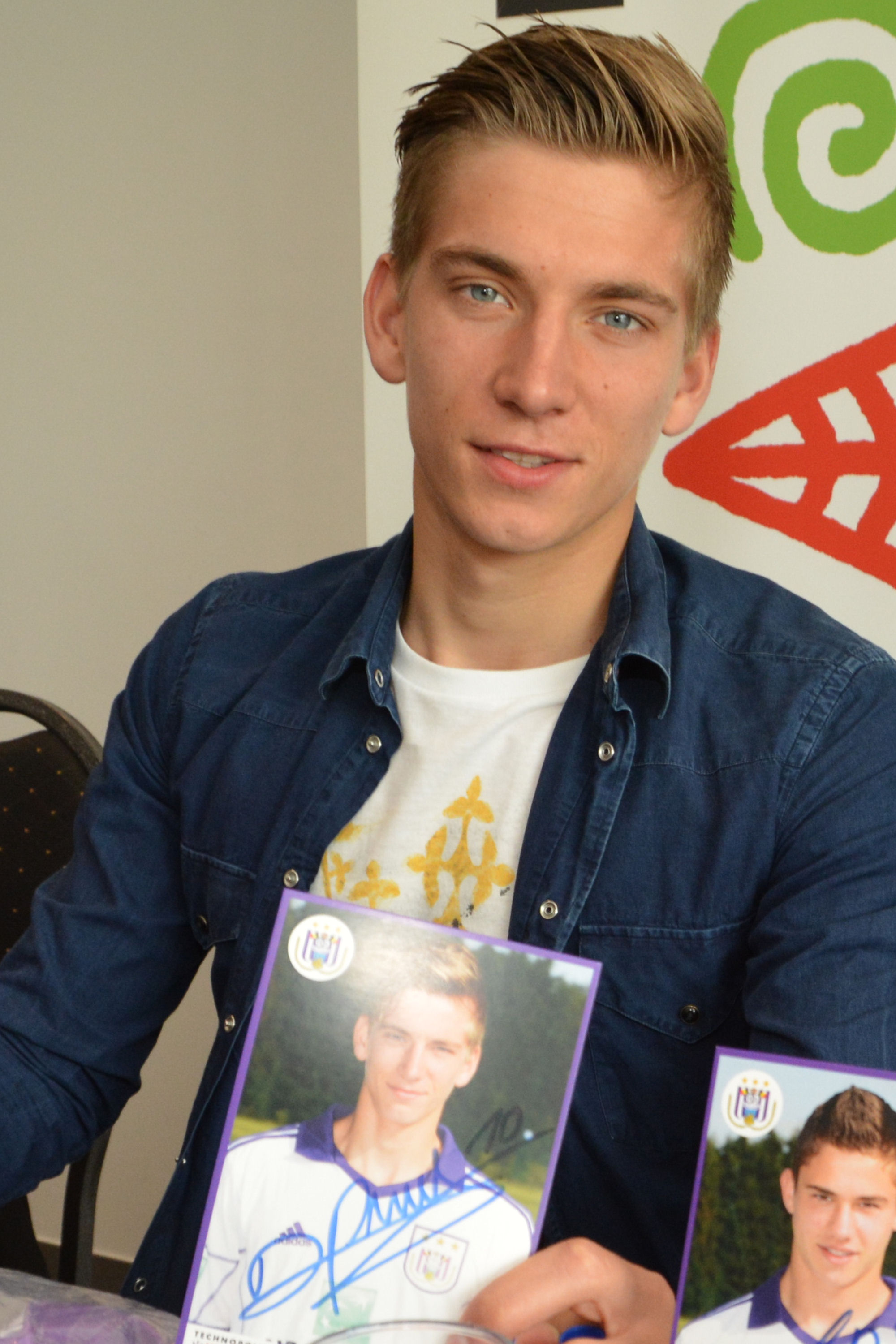
Dennis Praet (middenvelder)
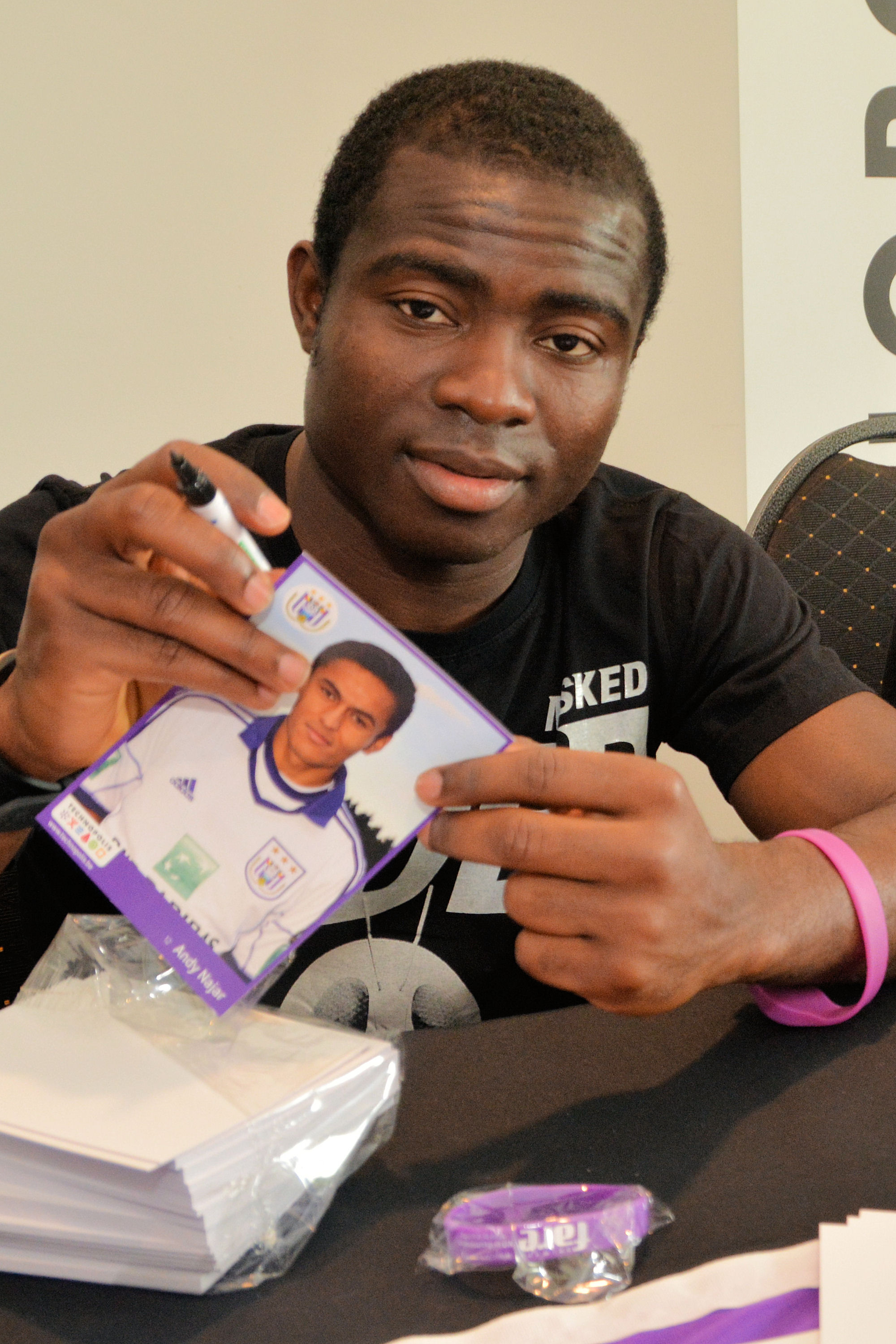
Frank Acheampong (aanvaller)
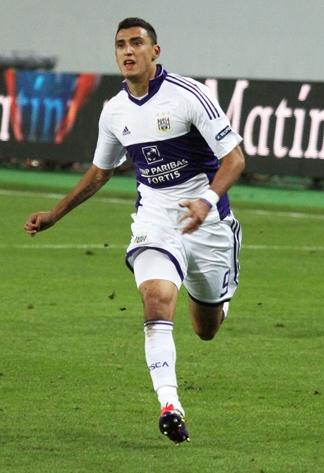
Matías Suárez (aanvaller)
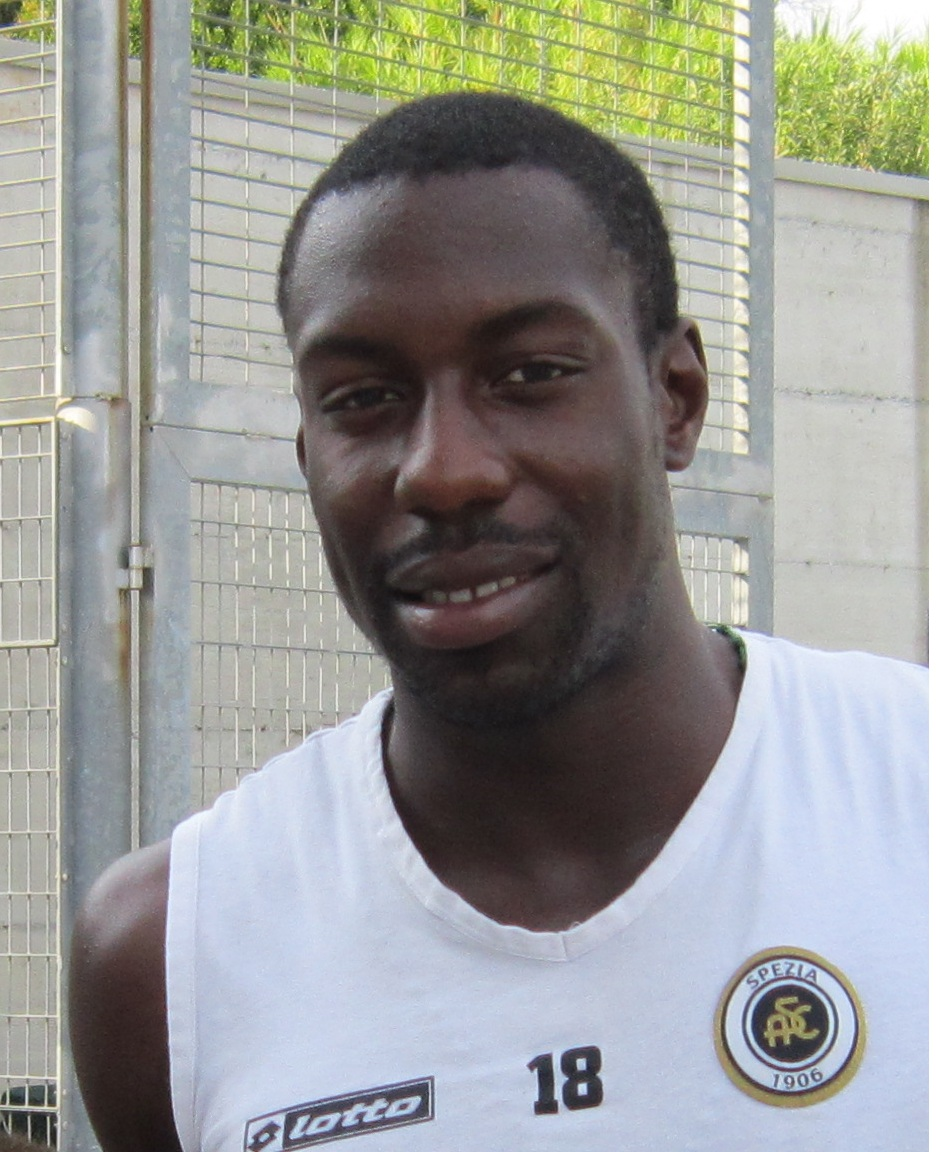
Stefano Okaka (aanvaller)